# قضية تيران وصنافير
تيران وصنافير أو ثيران وصنافر جزيرتان تقعان في مدخل مضيق تيران الذي يفصل خليج العقبة عن البحر الأحمر. تحت إدارة مصر مؤقتاً لحين الإعلان عن إتمام تسليمها إلى السعودية. وذلك بالتوازي مع جدل واسع حول السيادة على الجزيرتين بين البلدين ومعارضة شعبية في الشارع المصري وأمام القضاء. وبإتمام التصديق على الاتفاقية ونشرها يتبقى فقط تبادل كلا البلدين رسائل التصديق، ومن ثم تدخل الاتفاقية حيز التنفيذ، ثم يتم إخطار الأمين العام للأمم المتحدة وفقاً لأحكام المادة 102 من ميثاق الأمم المتحدة. ولم يعلن حتى اليوم تاريخ تسليم الجزيرتين من مصر إلى السعودية وكانت مصادر لم تكشف عن هويتها قالت لصحيفة مصرية أن التسليم لن يكون بمراسيم.
تبعد جزيرة تيران عن جزيرة صنافير بحوالي 2.5 كم، وتبلغ مساحة تيران 80 كم²، فيما تبلغ مساحة صنافير 33 كم²، ومنشأ على تيران مطار صغير من أجل تقديم الدعم اللوجستي لقوات حفظ السلام التابعة للأمم المتحدة. تمتاز الجزيرتان بالجزر والشعاب المرجانية العائمة. كما أنهما مقصد لمحبي رياضات الغوص لصفاء مائها وجمال تشكيلاتها المرجانية، وبالرغم من وقوعهما في مدخل مضيق تيران إلا أن خطوط الملاحة البحرية تمر من غرب جزيرة تيران من أمام شرم الشيخ، حيث أن تشكيل قاع البحر إلى شرقها وجزيرة صنافير القريبة يجعل الملاحة مستحيلة. كانت تيران قديماً نقطة للتجارة بين الهند وشرق آسيا وكان فيها محطة بيزنطية لجبي جمارك البضائع.
احتلت إسرائيل جزيرة تيران عام 1956 ضمن الأحداث المرتبطة بالعدوان الثلاثي ومرة أخرى في الأحداث المرتبطة بحرب 1967 وانسحبت منها عام 1982 ضمن اتفاقية كامب ديفيد. بعد الانسحاب الإسرائيلي عادت الجزيرة إلى الحماية والإدارة المصرية ويتواجد فيها حالياً قوات دولية متعددة الجنسيات بحسب إتفاقية كامب ديفيد ومعاهدة السلام المصرية الإسرائيلية ووقوعها في المنطقة ج.
طالبت المملكة العربية السعودية مصر بتبعية الجزيرتين في أكثر من مناسبة، وفي 8 أبريل 2016 وقعت الحكومة المصرية وحكومة المملكة العربية السعودية اتفاقية تعيين الحدود البحرية بين البلدين والتي طبقاً لبنودها تقع الجزيرتان داخل الحدود البحرية السعودية، إلا أن محكمة القضاء الإداري أصدرت حكمها في 21 يونيو 2016 ببطلان توقيع الاتفاقية، وأيدتها في ذلك دائرة فحص الطعون في المحكمة الإدارية العليا بحكمها الصادر في 16 يناير 2017، وقابل هذا المسار القضائي، أحكام قضائية لمسار قضائي موازي، تمثل في حكم محكمة الأمور المستعجلة الصادر في 2 أبريل 2017 بإسقاط أسباب حكم المحكمة الإدارية العليا واستمرار سريان الاتفاقية، وأيدها في ذلك حكم محكمة مستأنف الأمور المستعجلة الصادر في 28 مايو 2017، ما استدعى إصدار رئيس المحكمة الدستورية العليا أمراً وقتياً في 21 يونيو 2017، بوقف تنفيذ كلا الحُكمين للمسارين القضائيين، وذلك لحين الفصل في تنازع الأحكام القضائية. فيما أقر البرلمان المصري الاتفاقية في 14 يونيو 2017، وقام الرئيس المصري عبد الفتاح السيسي بالتصديق عليها في 17 يونيو 2017. ونشرت في الجريدة الرسمية في 17 أغسطس 2017، وفي 3 مارس 2018 قضت المحكمة الدستورية العليا بعدم الاعتداد بجميع الأحكام المتناقضة الصادرة من مجلس الدولة (محكمة القضاء الإداري، المحكمة الإدارية العليا) ومحكمة الأمور المستعجلة، في قضية ترسيم الحدود البحرية بين مصر والسعودية، ما يعني استمرار تطبيق اتفاقية ترسيم الحدود البحرية بين مصر والسعودية وعدم تغير موقفها القانوني.

## التاريخ والتسمية
تيران قد تكون جزيرة «ايات اب» (اليونانية: Ἰωτάβη) التي ذكرها بروكوبيوس القيسراني والتي كانت محطة هامة للنقل التجاري البحري في هذه المنطقة، في سنة 473م قائد ساراسيني عربي يدعى عمور-كيسوس (عمرو قيس) سيطر على الجزيرة وفرض الضرائب، لكن الإمبراطورية البيزنطية بعد 25 عام استعادت السيطرة على الجزيرة ومنحت السكان حكم ذاتي وفرضت الضرائب على السلع المصدرة إلى الهند، حولي عام 534م أعاد البيزنطيون السيطرة مرة أخرى على الجزيرة من مجموعة من السكان المحليين الذين رفضوا دفع الضرائب. لا يوجد ذكر لجزيرة ايات اب بعد الفتح الإسلامي مما يعني أن الجزيرة كانت خالية من السكان في ذلك العصر.
في التاريخ الحديث وتحديداً في عام 1967 قامت القوات المصرية بالنزول على جزيرتي تيران وصنافير وإغلاق مضيق تيران وكان هذا الإغلاق سبباً في نشوب حرب 1967، وخلال الحرب سيطرت القوات الإسرائيلية على جزيرتي تيران وصنافير وبقيت الجزيرتين تحت السيطرة الإسرائيلية حتى سنة 1982؛ حيث استبدلت القوات الإسرائيلية بقوات دولية متعددة الجنسيات بموجب اتفاقية كامب ديفيد.
أما التسمية فإن تيران هو مسمى عربي، وكلمة تيران في اللهجة الحجازية تعني الأمواج البحرية وهي جمع كلمة تير (موج البحر). وفي لهجة أهل تبوك تحديداً كلمة تير تعني بحر وكلمة تيران تعني بحرين.

## الجغرافيا

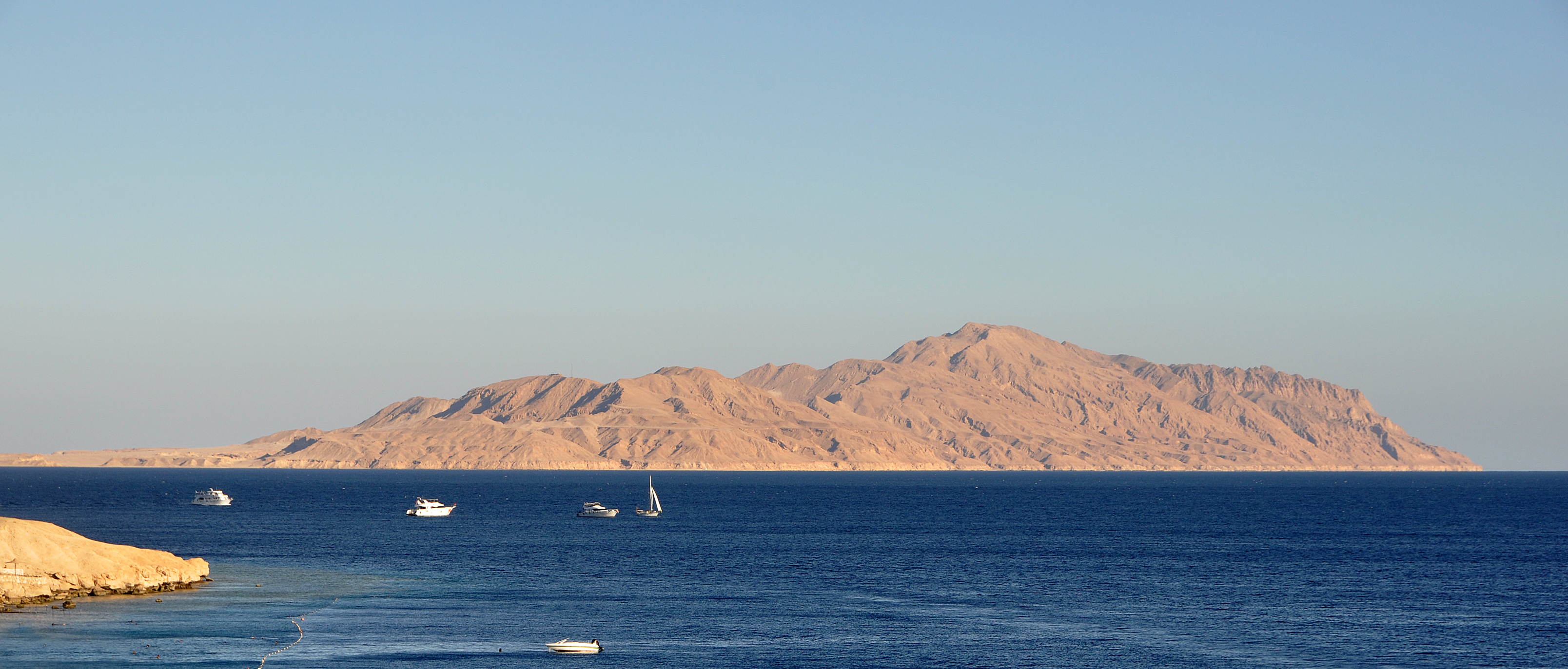
جزيرة تيران

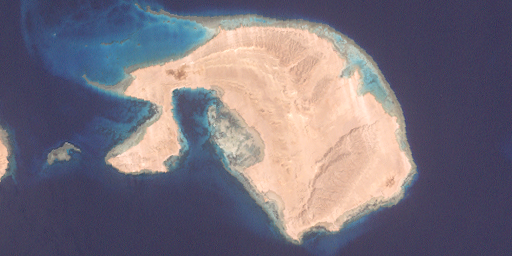
جزيرة صنافير

تبعد جزيرة تيران 6 كم عن ساحل سيناء الشرقي وتبعد عن جزيرة صنافير بحوالي 2.5 كم، وتبلغ مساحتها 80 كم²، وهي من جزر الشعاب المرجانية العائمة. تتكون من صخور القاعدة الجرانيتية القديمة وتختفي تحت أغطية صخور رسوبية وتنحصر مصادر الماء في الجزيرة من مياه الأمطار والسيول الشتوية التي تتجمع في الحفر الصخرية التي كونتها مياه الأمطار والسيول الشتوية بإذابتها للصخور. تتصف مياه البحر حول الجزيرة في اتجاه الساحل السعودي بأنها ذات منسوب ضحل، يصل عمق المياه فيها من 10 إلى 20 متر، بينما يحدهما من الغرب وفي اتجاه السواحل المصرية مجرى ملاحي عميق يمر من أمام شرم الشيخ، ويصل عمقه في بعض الأماكن إلى أكثر من 200 متر وهو الممر الذي تعبر من خلاله الملاحة الدولية.
تصنع جزيرة تيران بجوار جارتها جزيرة صنافير ثلاثة ممرات من وإلى خليج العقبة، الأول منها بين ساحل سيناء وجزيرة تيران، وأقرب إلى ساحل سيناء، وهو الأصلح للملاحة عمقه 290 مترا وأسمه ممر «إنتربرايز»، والثاني أيضا بين ساحل سيناء وجزيرة تيران، ولكن أقرب إلى الجزيرة، وهو ممر «جرافتون»، وعمقه 73 متراً فقط، في حين يقع الثالث بين جزيرتي تيران وصنافير، وعمقه 16 متراً فقط.:3
تتناثر حول الجزيرة الشعاب المرجانية بكثرة والتي تنشط بها الحياة البحرية لأسراب الأسماك النادرة، وتعد مياه الجزيرة من الجهات المفضلة لهواة رياضة الغوص. ومن أشهر مناطق الغوص حول الجزيرة، منطقة شعاب مضيق تيران على مقربة من منطقة الغرقانة، التي يقصدها السياح في رحلات بحرية من منتجع شرم الشيخ في مصر للإبحار حولها والغوص والاستمتاع بالطبيعة، وقد سميت منطقة الغرقانة بذلك نسبة إلى سفينة تجارية ألمانية كانت قد غرقت نتيجة اصطدامها بالشعاب المرجانية وكان ذلك في الخمسينات الميلادية من القرن العشرين.
يبلغ عمق مياه خليج العقبة في منطقة جزيرة تيران حوالي 1800 متر، ويوجد بها أنواع نادرة من المخلوقات البحرية كسمكة نابوليون والسلاحف البحرية النادرة، كما أنه من المحتمل وجود أسماك القرش وأسماك شيطان البحر والباراكودا في المياه الأكثر عمقاً.

## وجهات النظر حول السيادة على الجزيرتين

### وجهة نظر الحكومة المصرية المتفقة مع وجهة النظر السعودية

#### الخطابات الدبلوماسية المتبادلة بين الحكومتين المصرية والسعودية
خلال الحقبة الزمنية لوزارة عاطف صدقي تبادل البلدين المراسلات الرسمية حول الجزيرتين كالتالي:
- في رسالة موجهة من الأمير سعود الفيصل وزير خارجية المملكة العربية السعودية إلى الدكتور عصمت عبد المجيد وزير خارجية مصر في 1409/2/3 تقول:

«أنه رغبة في إيجاد الحلول المناسبة لأي أمور معلقة بين بلدينا أود أن أتطرق إلى موضوع جزيرتي صنافير وتيران التابعتين للمملكة العربية السعودية والواقعتين عند مدخل خليج العقبة حيث يعلم معاليكم أنه نتيجة للاتصالات التي جرت بين مسئولي البلدين عام 1369هـ الموافق 1950م، ورغبة من حكومتي البلدين في تعزيز الموقف العسكري العربي في مواجهة الكيان الصهيوني، ونظراً لموقعهما الاستراتيجي في مدخل خليج العقبة، فقد وافقت حكومة المملكة العربية السعودية على أن تكونا تحت الإدارة المصرية حينذاك لتقوية الدفاعات العسكرية المصرية في سيناء ومدخل خليج العقبة، لا سيما بعد أن احتلت العصابات الصهيونية ميناء أم رشرش (إيلات) في 9 مارس 1949م، الأمر الذي خلف وجوداً فعلياً لإسرائيل في منطقة خليج العقبة. وفي الوقت الذي بدأت فيه جمهورية مصر العربية تستعيد الأراضي التي احتلتها إسرائيل عام 1967م، تلقى الملك خالد يرحمه الله رسالة من الرئيس السوداني السابق جعفر محمد النميري في عام 1403هـ تتضمن رجاء فخامة الرئيس محمد حسني مبارك بعدم إثارة موضوع الجزيرتين حتى يتم الانسحاب الإسرائيلي من الأراضي المصرية، ويبقى أمرها مسألة عربية بين المملكة وجمهورية مصر العربية. وإنني على يقين أن العلاقات الطيبة القائمة بين البلدين الشقيقين، والتي تحرص حكومتاهما بقيادة خادم الحرمين الشريفين الملك فهد بن عبد العزيز، وأخيه فخامة الرئيس محمد حسني مبارك على تطويرها وتنميتها بما يخدم مصلحة البلدين والشعبين الشقيقين، سوف تهيئ فرصة طيبة لحكومة جمهورية مصر العربية الشقيقة بإعادة الجزيرتين المذكورتين إلى حكومة المملكة العربية السعودية».:ص11

جزيرة تيران في مدخل خليج العقبة

- وفي رسالة أخرى موجهة من الأمير سعود الفيصل وزير خارجية المملكة العربية السعودية إلى الدكتور عصمت عبد المجيد وزير خارجية مصر في 1409/12/29 تقول:

«وأود أن أشير إلى الاتصالات التي جرت بيني وبين معاليكم وآخرها اجتماعي بكم في نيويورك بتاريخ 1409/2/16، والذي تطرق إلى بحث موضوع جزيرتي تيران وصنافير التابعتين للمملكة العربية السعودية، حيث أبديتم عدم وجود أي اعتراض أو تحفظ لديكم فيما يخص سيادة المملكة على هاتين الجزيرتين، سوى ما قد يتعارض مع التزامات مصر الإقليمية والدولية، التي تقتضى بعدم تواجد أي قوات عسكرية بهما، وهنا أود أن أبدي لمعاليكم أن حكومة المملكة العربية السعودية لا تنوي خلق ظروف قد تؤثر على النهج الذي رسمته مصر الشقيقة لسياساتها الخارجية، وكل ما في الأمر هو عودة الجزيرتين بعد أن انتهت أسباب الإعارة. وكما سبق وأشرت في كتابي السابق لمعاليكم بتاريخ 1409/2/3 في هذا الصدد، فإن أي نظرة خاصة لهاتين الجزيرتين السعوديتين من جانب حكومة جمهورية مصر العربية تفرضها طبيعة وضع معين يستدعى أن يبقيا تحت إدارة جمهورية مصر العربية وإلى أن تحتاج المملكة لهما سينال من جانب حكومة المملكة العربية السعودية ماهو جدير به من اهتمام وستنظر فيه بكل تبصر في الأمور، لذا فإذا وافق معاليكم، فإنني أود اعتبار خطابي هذا وجواب معاليكم على ما ورد به يشكل اتفاقاً بين المملكة العربية السعودية وجمهورية مصر العربية في هذا الشأن».:ص13:14
- وفي خطاب موجه من وزير الخارجية المصري الدكتور عصمت عبد المجيد إلى الدكتور عاطف صدقي رئيس الوزراء الأسبق في فبراير 1990 يقول خلاله:

«تلقيت في تاريخ 14 سبتمبر 1988، رسالة من الأمير سعود الفيصل وزير خارجية السعودية تناولت وجهة نظر المملكة في موضوع جزيرتي تيران وصنافير بمدخل خليج العقبة، وأن السعودية تطلب من مصر الاعتراف بتبعية الجزيرتين للمملكة، وأي نظرة خاصة لهاتين الجزيرتين السعوديتين من جانب حكومة مصر تفرضها طبيعة وضع معين يستدعي أن تبقيا تحت إدارة جمهورية مصر العربية وإلى أن تحتاج المملكة لهما سينال من جانب الحكومة السعودية ماهو جدير به من اهتمام وسينظر فيه بكل تبصر. وعاود وزير الخارجية السعودي الكتابة إلينا في هذا الموضوع بتاريخ 6 أغسطس 1989 وأشار إلى ما دار بيننا في سبتمبر 1988 في نيويورك على هامش أعمال الجمعية العامة للأمم المتحدة، وتطرق إلى مطلبهم في اعترافنا بسيادتهم على الجزيرتين، وإلى بلاغي له عندئذ أننا نتناول مسألة السيادة على الجزيرتين من منظور أهمية عدم تعارض وضع السيادة مع التزامات مصر الإقليمية والدولية، التي تقتضي عدم تواجد أي قوات عسكرية بناء على اتفاقية السلام مع الجانب الإسرائيلي، وأكدت رسالة الأمير سعود الفيصل أن المملكة لن تتبنى سياسة قد تؤثر على النهج الذي رسمته مصر لسياستها الخارجية، وكل ما في الأمر هو عودة الجزيرتين بعد أن انتهت أسباب الإعارة، وكررت الرسالة أيضا الموقف السعودي السابق الإبلاغ به عن أنه إذا تطلب الأمر بقاء الجزيرتين تحت إدارة مصر، وإلى أن تحتاج السعودية لهما، فإن هذا سينال من جانبهم ماهو جدير به من اهتمام.

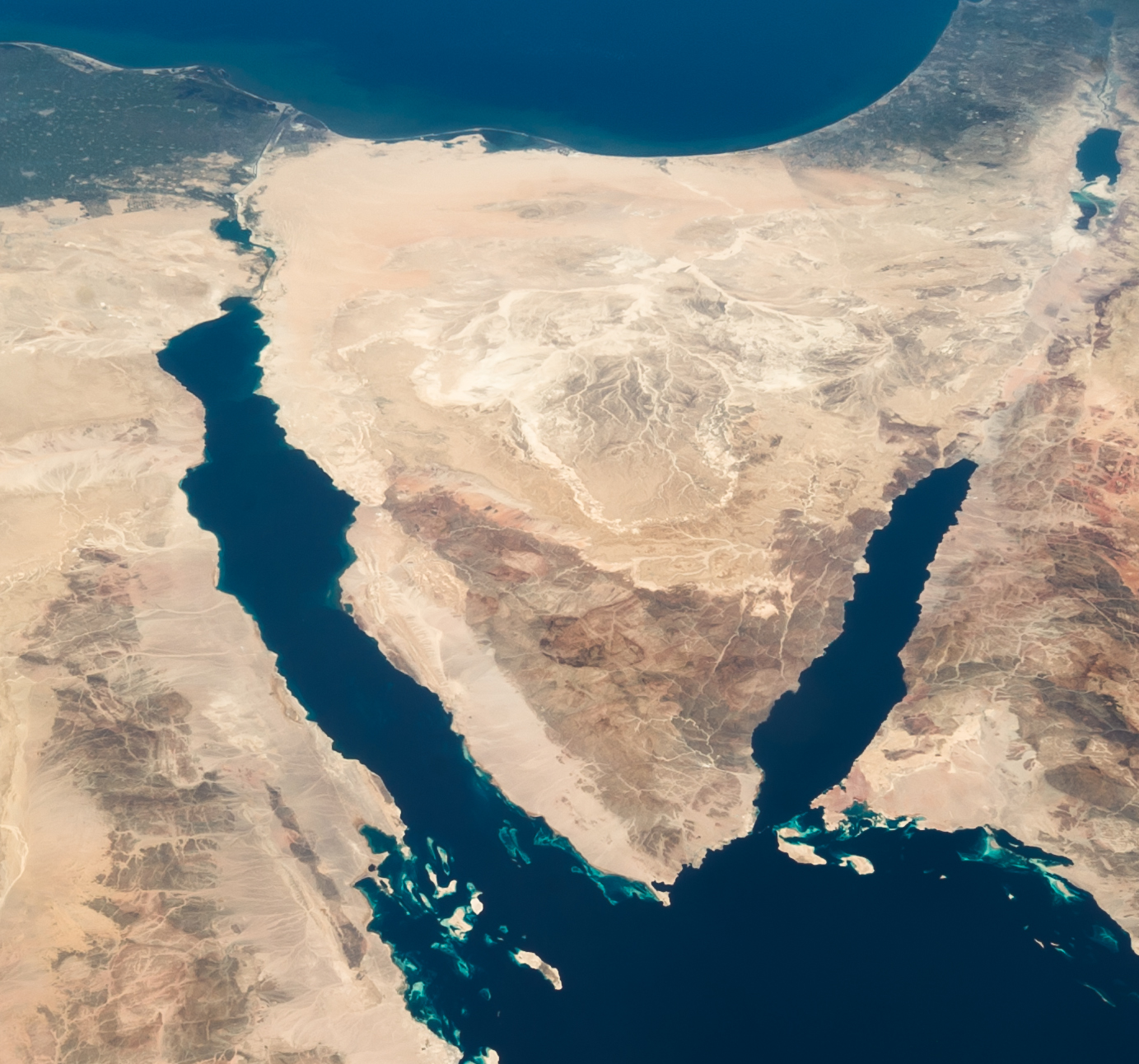
صورة التقطت بالقمر الصناعي لجزيرتي تيران وصنافير وشبه جزيرة سيناء

وقامت وزارة الخارجية بدراسة الطلب السعودي في ضوء أحكام القانون الدولي من ناحية، والظروف السياسية والعلاقات المصرية الإسرائيلية من ناحية أخرى، وقد تدارست الموضوع بصفة خاصة مع الدكتور مفيد شهاب رئيس قسم القانون الدولي بجامعة القاهرة، حيث اتفق في الرأي على عدد من الحقائق نتشرف برفعها إليكم، وهي أن مصر قامت في فبراير 1950 باحتلال جزيرتي تيران وصنافير، وأبلغت الحكومتين الأمريكية والبريطانية بهذا الموقف، ولجأت إليه في ضوء المحاولات التي قررت من جانب السلطات الإسرائيلية تجاه الجزيرتين، وأن هذه الخطوة تمت بالاتفاق مع حكومة المملكة، وقام الملك عبد العزيز آل سعود بإرسال برقية إلى الوزير المفوض السعودي في القاهرة فبراير 1950 تضمنت قوله أنه يريد نزول القوة المصرية في الجزيرتين "تيران وصنافير" لأن هاتين الجزيرتين كانتا مقلقتين لنا كما هو مقلق لمصر، وما دام أن الهم هو المحافظة عليهما، فوجود القوة المصرية فيها قد أزال ذلك القلق. وأشار إلى أن الجزيرتين تقعان طبقا لاتفاقية السلام المصرية الإسرائيلية والبروتوكولات المطبقة في المنطقة ج، حيث بعض القيود على التواجد العسكري المصري، وحيث تتولى الشرطة المصرية المدنية المجهزة بزوارق خفيفة مسلحة تسليحا خفيفا مهامها داخل المياه الإقليمية للمنطقة، فضلا عن تمركز القوة متعددة الجنسيات في هذه المنطقة، ومثل هذه المعاهدات يتعين احترامها والاستمرار في الالتزام بها».
- وفي رسالة موجهة من الدكتور عصمت عبد المجيد وزير خارجية مصر إلى الأمير سعود الفيصل وزير خارجية المملكة العربية السعودية في 3 مارس 1990 تقول:

«أنني أود أن أؤكد لسموكم العناصر الآتية: 
1. أن حكومة جمهورية مصر العربية تقر بسيادة جزيرتي تيران وصنافير للمملكة العربية السعودية، وأن مصر قامت في الحقيقة بالتواجد فيهما في عام 1950 من أجل حمايتهما وتوفير الأمن لهما، وأن ذلك تم بمباركة من المملكة السعودية.
2. أن حكومة جمهورية مصر العربية في موقفها من الجزيرتين، تركز اهتماهما ضرورة مراعاة عدم الإخلال بالتزامات مصر الإقليمية والدولية طبقاً للاتفاقيات الدولية التي أبرمتها بشأن إقرار السلام في المنطقة والتي تقضي بعدم تواجد أية قوات عسكرية بالجزيرتين وحيث تتولى الشرطة المدنية المصرية المجهود بزوارق خفيفة مسلحة تسليحاً خفيفاً مهامها داخل المياه الإقليمية للمنطقة، فضلاً عن تمركز قوات متعددة الجنسيات في هذه المنطقة.
3. أن جمهورية مصر العربية في ضوء الظروف المحيطة بالجزيرتين تطلب من شقيقتها المملكة العربية السعودية أن يستمر بقاء الجزيرتين تحت الإدارة المصرية وذلك بصفة مؤقتة إلى حين استقرار الأوضاع في المنطقة».[3]:ص15:16

#### الخطاب الصادر عن وزارة الحربية والبحرية المصرية (1928)
الخطاب الصادر عن وزارة الحربية والبحرية المصرية في 23 ديسمبر 1928 برقم قيد 6/3/177 والموجه من وزير الحربية والبحرية المصري لوزير الخارجية المصري والذي قال فيه:
«أكون ممنوناً جداً إذا تكرمتم معاليكم بالإفادة عما إذا كانت جزيرتا تيران وصنافير الواقعتان عن مدخل خليج العقبة بالبحر الأحمر تابعتين للمملكة المصرية حتى تقوم مصلحة الحدود بإرسال قوة لرفع العلم المصري على كل منهما».
فرد عليه وزير الخارجية حافظ عفيفي في 31 ديسمبر 1928:
«رداً على كتاب معاليكم المؤرخ في 23 ديسمبر الحالي بطلب الاستعلام عما إذا كانت جزيرتا تيران وصنافير الواقعتان عند مدخل خليج العقبة تابعتين للمملكة المصرية، أتشرف بالإفادة أنه ليس لهاتين الجزيرتين ذكر في ملفات وزارة الخارجية».

#### خطاب مندوب مصر الدائم لدى الأمم المتحدة (1967)

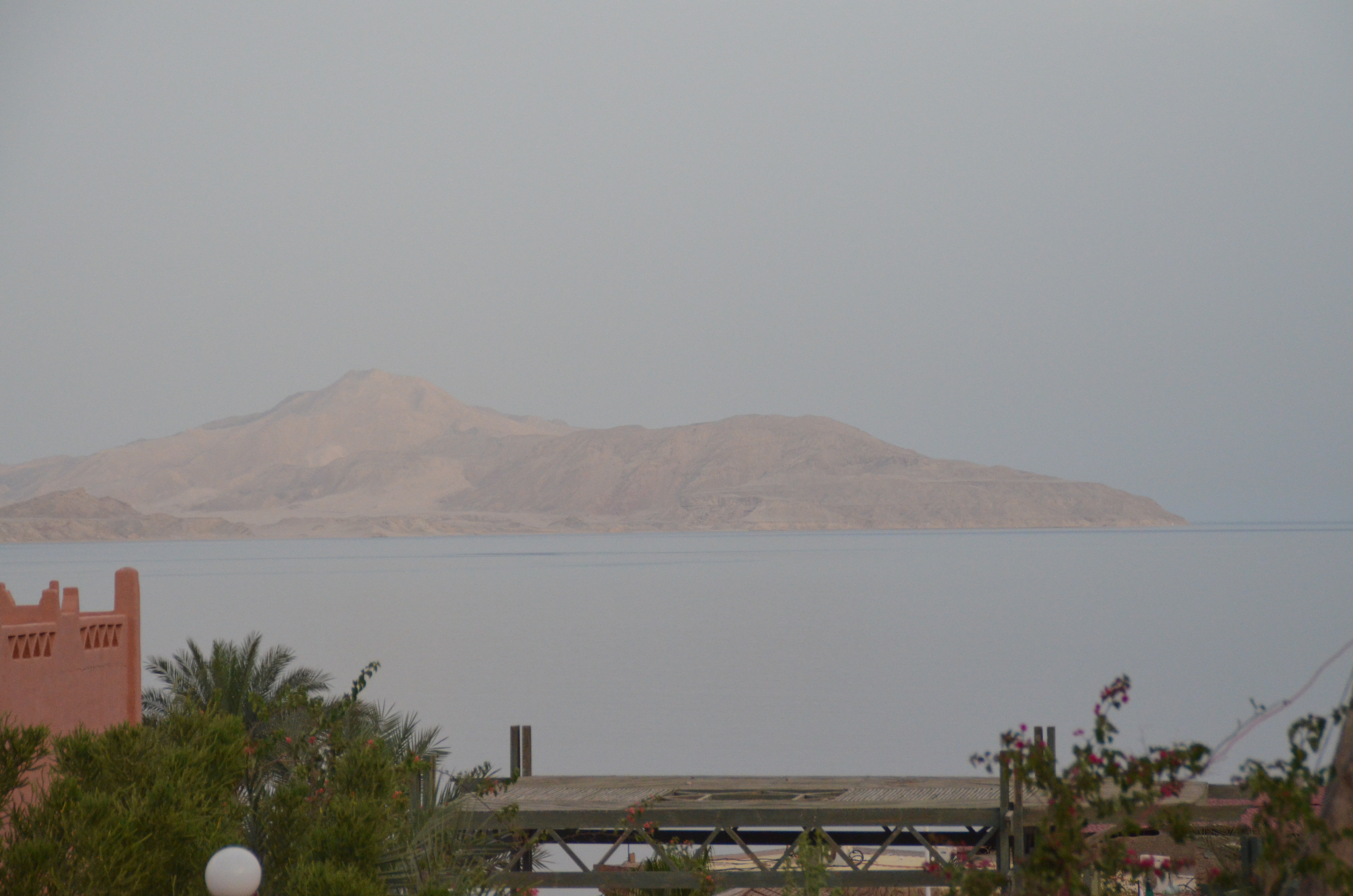
جزيرة تيران

نص خطاب مندوب مصر الدائم لدى الأمم المتحدة بتاريخ 27 مايو 1967 والذي يؤكد على:
«أن مصر لم تحاول في أي وقت من الأوقات أن تدعي بأن السيادة على هاتين الجزيرتين قد انتقلت إليها، بل إن أقصى ما أكدت هو أنها تتولى مسئولية الدفاع عن الجزيرتين».

#### برقية الخارجية الأمريكية (1968)
في برقية من وزير الخارجية الأمريكي دين راسك إلى السفارة الإسرائيلية في 17 يناير 1968 فيما يتعلق بمشكلة تيران، عرض الوزير الأمريكي نتيجة نقاش السفير الأمريكي بالسعودية مع الملك فيصل، والذي أوضح فيه العاهل السعودي أنه يعتبر تيران جزء من الأراضي السعودية وأن حكومته منحت امتياز لحماية الجزيرة، وأنه لا ينوي تزويد تيران بوسائل دفاع عسكرية أو استخدامها لإعاقة حرية الملاحة بمضيق تيران.

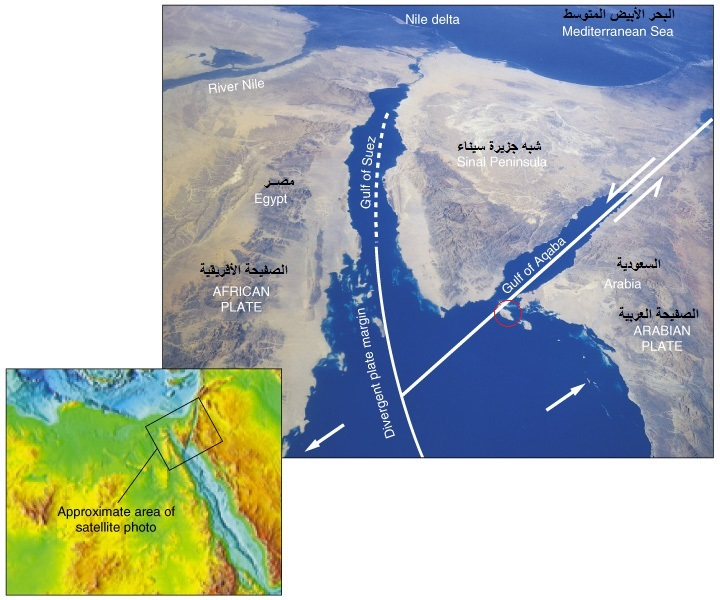
تقع تيران ضمن الصفيحة العربية التي يفصلها الوادي المتصدع الكبير (صدع البحر الميت) عن الصفيحة الأفريقية

#### خريطة الأمم المتحدة (1973)
الخريطة التي اعتمدتها الأمم المتحدة في 16 نوفمبر 1973 ضمن النطاق الجغرافي (XXVIII)، حيث أن الجزر تقع جغرافياً وطبقاً للقانون الدولي واتفاقية الأمم المتحدة لقانون البحار الصادر من قبل الجمعية العامة للأمم المتحدة بموجب القرار 3067 ضمن النطاق السعودي.

#### مقال صحيفة النيويورك تايمز (يناير 1982)

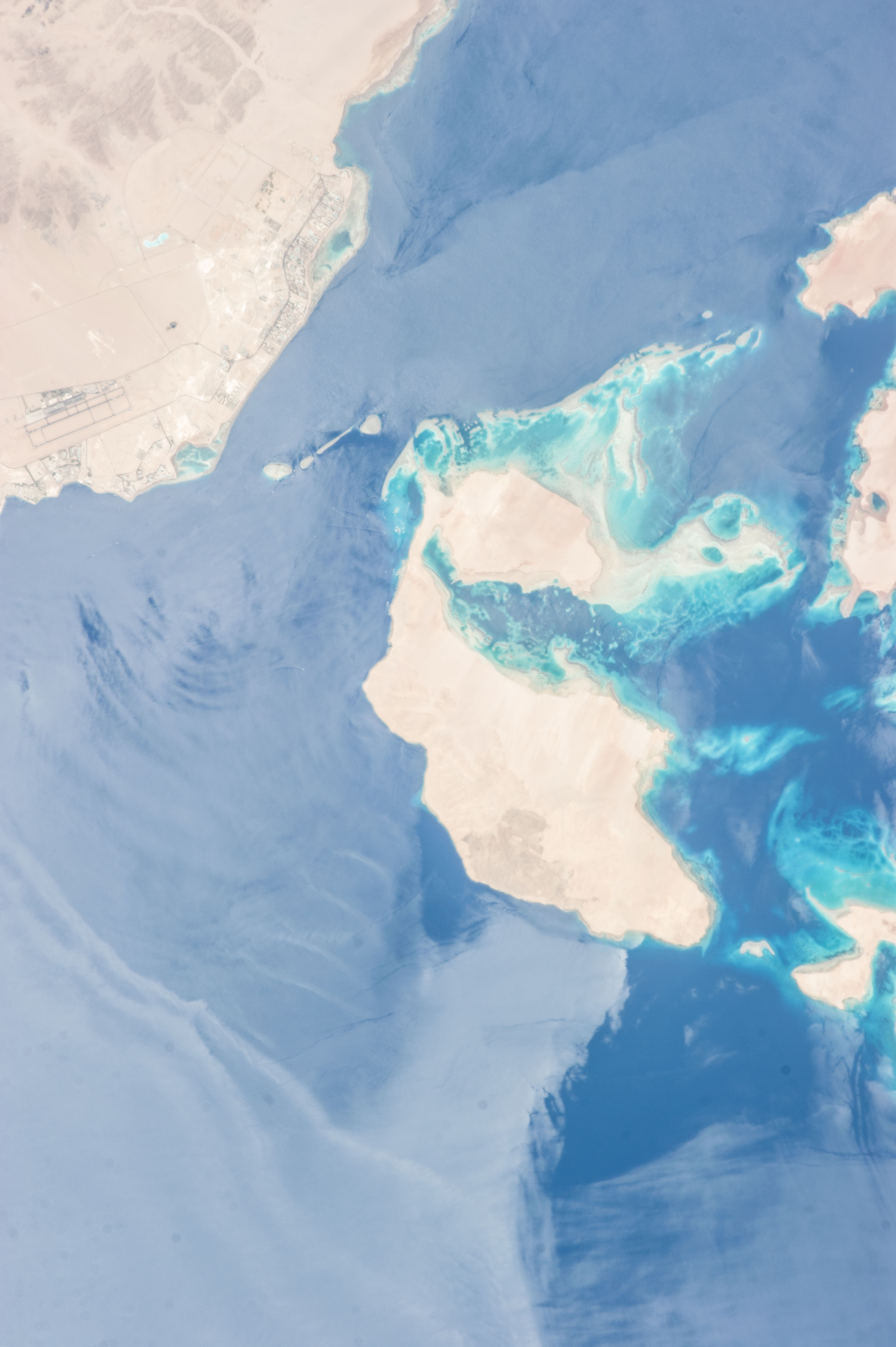
صورة فضائية للجزيرة.

أكد المقال الذي نشرته صحيفة النيويورك تايمز بتاريخ 19 يناير 1982 أن الجزيرتين كانتا واقعة تحت السيادة السعودية ثم وُضعت في 1950 تحت الحماية المصرية، وذكر أنه كانت هنالك مخاوف إسرائيلية من أن تعيد مصر الجزيرتين للسعودية في سبيل إصلاح العلاقات بين البلدين فشددت إسرائيل على الحكومة المصرية أن هذا سيشكل خرقًا لمعاهدة السلام الموقعة بينهما، كما ورد في المقال تصريح ولي العهد -آنذاك- الأمير فهد بن عبد العزيز بالمطالبة بإعادة الجزر إلى السعودية بعد استعادتهما من الاحتلال الإسرائيلي.

#### القرار الجمهوري المصري (1990)
هو قرار رئيس جمهورية مصر العربية رقم 27 لسنة 1990 بشأن خطوط الأساس التي تقاس منها المناطق البحرية لجمهورية مصر العربية، والمنشور بالجريدة الرسمية في عددها الصادر في 18 يناير 1990، ولم يتضمن هذا القرار اعتبار جزيرتي «تيران وصنافير» داخل الحدود البحرية المصرية.

#### توقيع اتفاقية الحدود البحرية (أبريل 2016)

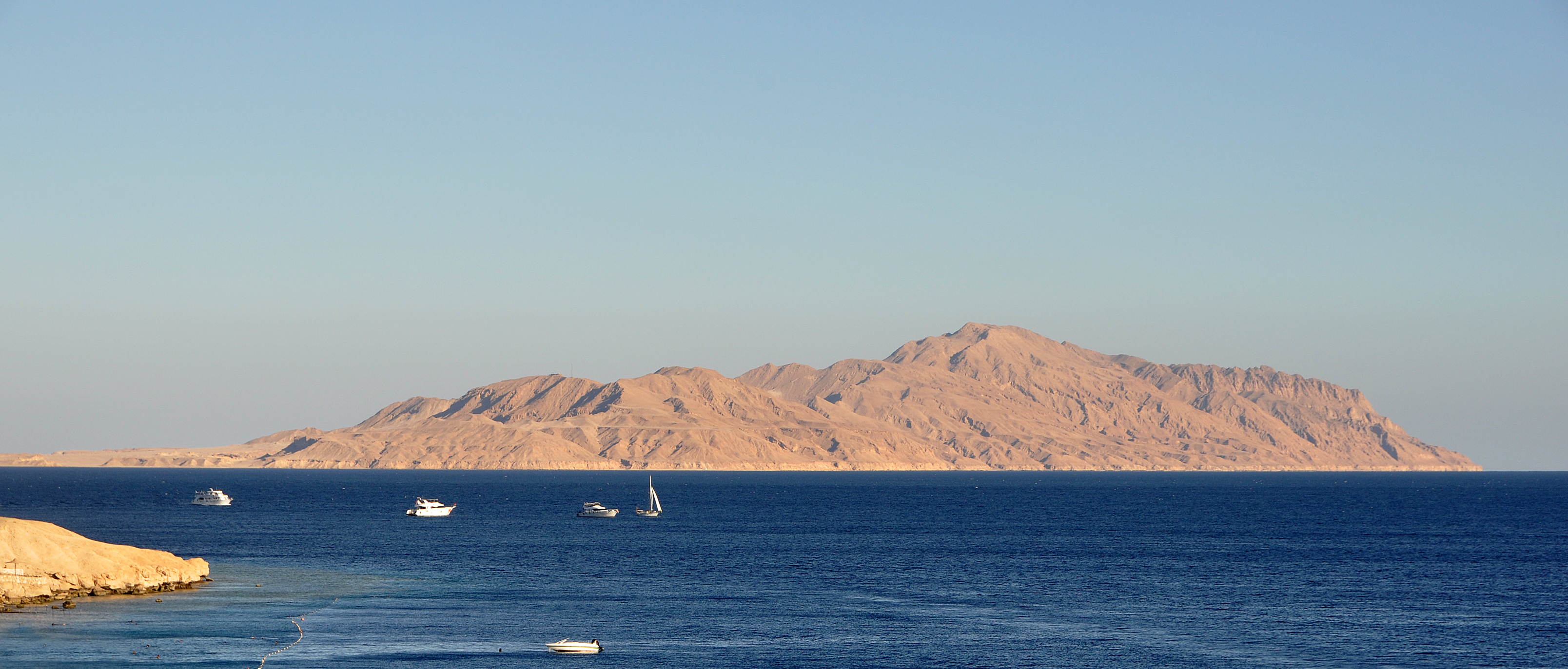
جزيرة تيران ومضيق تيران في مدخل خليج العقبة بالبحر الأحمر.

طبقاً لبيان الحكومة المصرية الصادر في أبريل 2016، فإن جزيرتي تيران وصنافير تقعا خارج نطاق الحدود البحرية المصرية وذلك حتى طلب العاهل السعودي الراحل الملك عبد العزيز آل سعود من مصر في يناير 1950 أن تتولى توفير الحماية للجزيرتين، وهو ما استجابت له مصر وقامت بتوفير الحماية للجزر منذ ذلك التاريخ.
ووقع الجانبان المصري والسعودي في أبريل 2016 اتفاقية تعيين الحدود البحرية بين البلدين بهدف الاستفادة من المنطقة الاقتصادية الخالصة لكل منهما بما توفره من ثروات وموارد تعود بالمنفعة الاقتصادية عليهما. ووقع الاتفاقية عن الجانب السعودي ولي ولي العهد ووزير الدفاع الأمير محمد بن سلمان، وعن الجانب المصري رئيس الوزراء شريف إسماعيل، وذلك في حضور العاهل السعودي الملك سلمان بن عبد العزيز والرئيس المصري عبد الفتاح السيسي. واستغرق إعداد الاتفاقية أكثر من 6 سنوات، انعقدت خلالها 11 جولة لاجتماعات لجنة تعيين الحدود البحرية بين البلدين، آخرها 3 جولات منذ شهر ديسمبر 2015 عقب التوقيع على إعلان القاهرة في 30 يوليو 2015. واعتمدت اللجنة في عملها على قرار رئيس الجمهورية رقم 27 لعام 1990 بتحديد نقاط الأساس المصرية لقياس البحر الإقليمي والمنطقة الاقتصادية الخالصة لمصر، والذي تم إخطار الأمم المتحدة به في 2 مايو 1990. واعتمدت اللجنة كذلك على الخطابات المتبادلة بين الدولتين خلال نفس العام بالإضافة إلى المرسوم الملكي الصادر في 2010 بتحديد نقاط الأساس في ذات الشأن للسعودية. واستخدم الفنيون من أعضاء اللجنة أحدث الأساليب العلمية لتدقيق النقاط وحساب المسافات للانتهاء من رسم خط المنتصف بين البلدين بأقصى درجات الدقة.
وأقرت الحكومة المصرية بأن الرسم الفني لخط الحدود بناءً على المرسوم الملكي والقرار الجمهوري المشار إليهما، أسفر عن وقوع جزيرتيّ صنافير وتيران داخل المياه الإقليمية للمملكة العربية السعودية.
وأكدت الحكومة المصرية أن التوقيع والتصديق على الاتفاق سيسفر عن تمكين مصر من الاستفادة من المنطقة الاقتصادية الخالصة في البحر الأحمر، وما توفره من فرص للاستكشاف والتنقيب عن موارد طبيعية إضافية للدولة. وأشارت إلى أنه سيتم عرض اتفاقية تعيين الحدود البحرية على مجلس النواب لمناقشتها وطرحها للتصديق عليها طبقا للإجراءات القانونية والدستورية المعمول بها.
وتكمن أهمية الجزيرتين في تحكمهما بمضيق تيران كونهما المطلتين عليه إلى جانب مدينة شرم الشيخ في السواحل الشرقية لسيناء ورأس حميد في السواحل الغربية لمنطقة تبوك في السعودية.

### وجهة النظر المصرية المعارضة

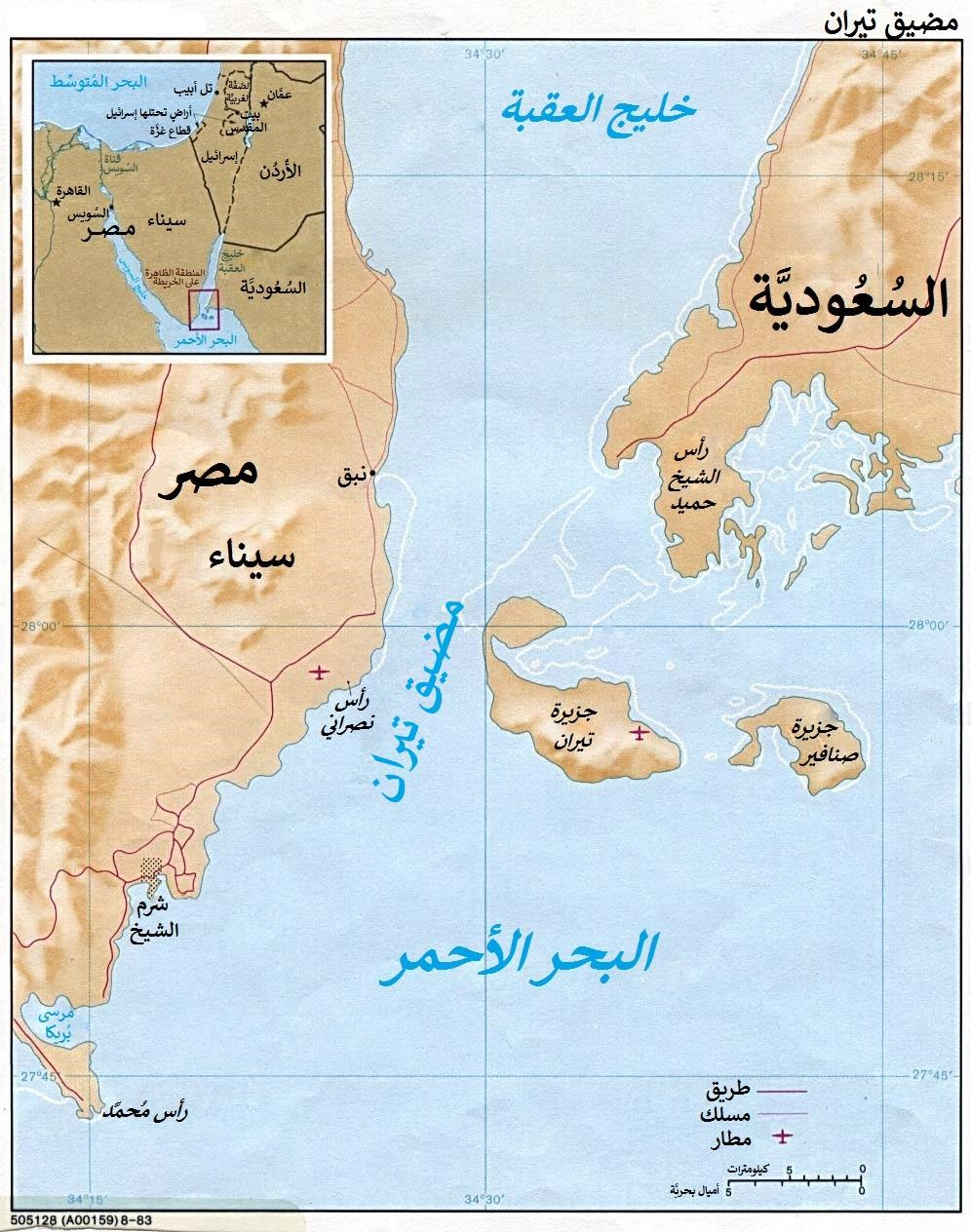
مضيق تيران

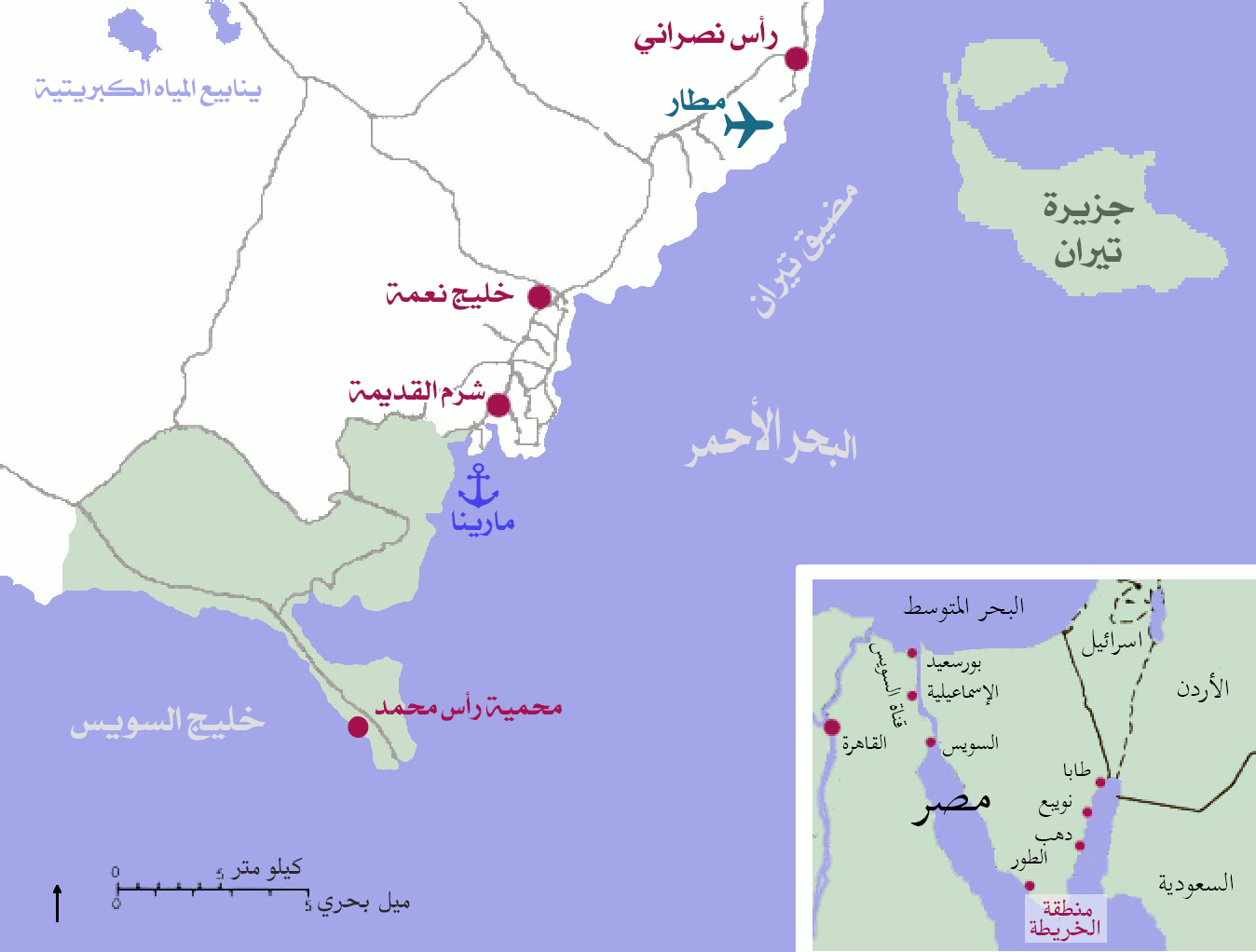
شرم الشيخ وجزيرة تيران

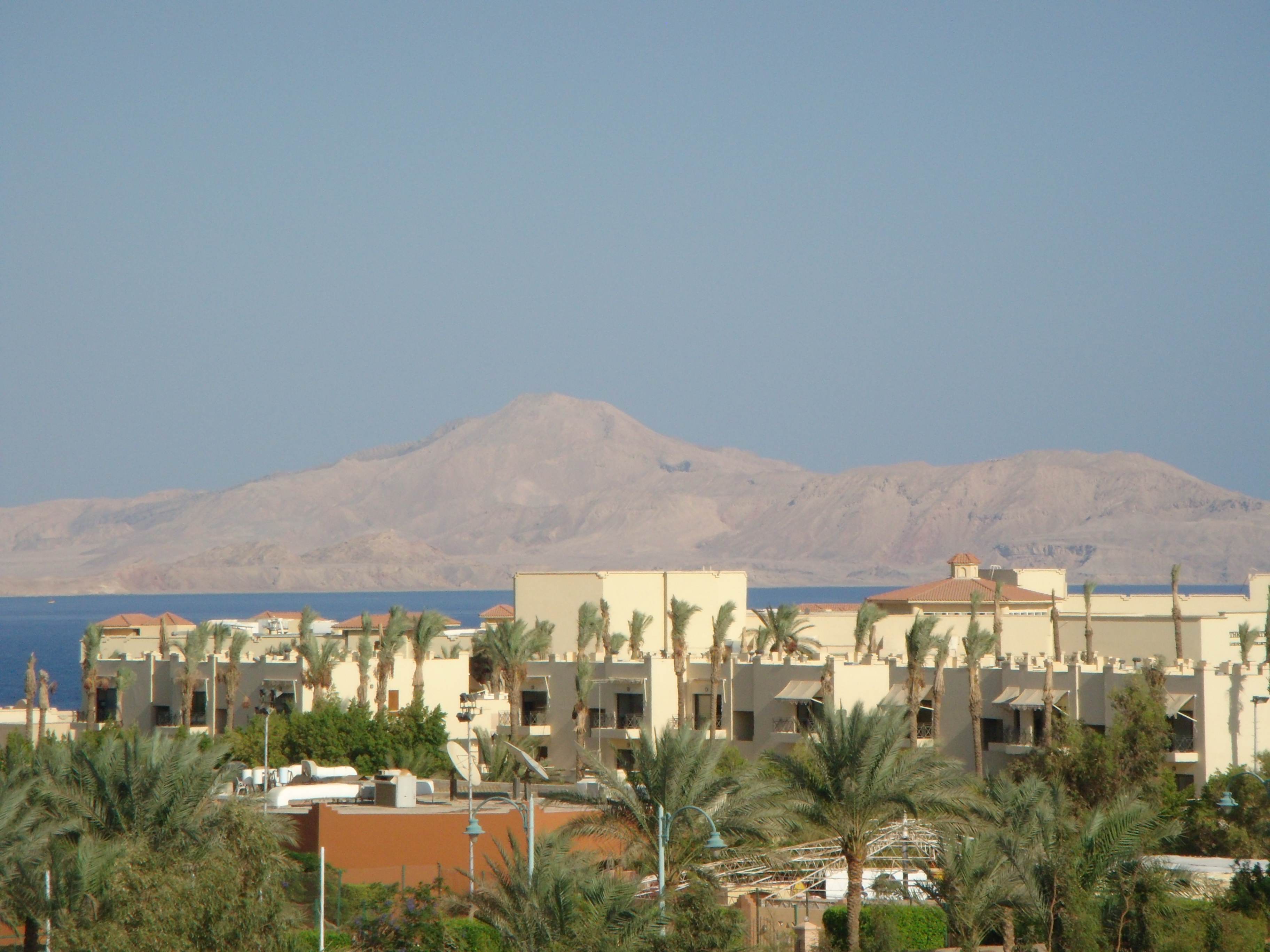
منظر لجزيرة تيران من شرم الشيخ

أثار توقيع اتفاقية تحديد الحدود البحرية موجة اعتراضات واسعة داخل مصر، ووصف بعض السياسيين المصريين إعادة جزيرة تيران ومعها صنافير إلى السعودية بأنها تنازل عن أراضٍ مصرية، ووصفت كذلك بأنها عملية بيع رداً على المساعدات الاقتصادية المتتالية للنظام الحاكم في مصر. ولأجل ذلك دُعي لقيام مظاهرات احتجاجية على ذلك. وأشار المعارضين المصريين لتسليم جزيرتي تيران وصنافير للمملكة العربية السعودية إلى أن الجزيرتين كانتا تحت إدارة مصرية قبل تأسيس المملكة العربية السعودية في 1932. وبالفعل خرجت مظاهرات في مصر للتعبير عن الرفض لهذه الاتفاقية، إلا أن الحكومة قابلت ذلك باعتقال عشرات المتظاهرين.

#### كتاب وزارة الخارجية السري (1951)
نص كتاب وزارة الخارجية السري المؤرخ 25 فبراير 1951 الموجه لوكيل وزارة الحربية والبحرية: «أنه بالإشارة إلى كتاب الوزارة رقم 3 سري المؤرخ 16 يناير 1951 بشأن ملكية جزيرة تيران الواقعة عند مدخل جزيرة العقبة أرفقت كتاب وزارة المالية، الذي يتبين منه أن هذه الجزيرة تدخل ضمن تحديد الأراضي المصرية»، وهو ما تأكد كذلك من كتاب قائد عام بحرية جلالة الملك المؤرخ 22 فبراير 1951 بقصر رأس التين بالإسكندرية الموجه لوزارة الحربية والبحرية عن تموين قوات سلاح الحدود الملكي المصري الموجودة بطابا وجزر فرعون وتيران وصنافير وأرفق به كتابا سرياً لرياسة الجيش.

#### مذكرة السفير البريطاني في القاهرة (1951)
جاء في تلك المذكرة الموجهة من السفير البريطاني في القاهرة إلى وزير الخارجية المصري في 29 يوليو 1951: «لقد خُولت أن أبلغكم أن حكومة جلالة الملك في المملكة المتحدة مستعدة للموافقة على إتباع التدابير الآتية بشأن السفن البريطانية غير الحربية أو العسكرية التي تبحر رأساً من السويس أو الأدبية إلى العقبة، وتخطر السلطات الجمركية المصرية في السويس أو الأدبية على الفور - بعد إتمام إجراءات تفتيش هذه السفن والتخليص عليها - السلطات المصرية البحرية في جزيرة تيران وذلك لتلافى أية ضرورة لزيارة هذه السفن وتفتيشها مرة أخرى بمعرفة هذه السلطات الأخيرة، ومن جهة أخرى فإن جميع السفن البريطانية ستراعى بطبيعة الحال الإجراءات المعتادة عند مرورها بالمياه الإقليمية المصرية» وأكد وزير الخارجية المصري وقتذاك في معقب رده على المذكرة البريطانية السالفة بمذكرته في اليوم التالي المؤرخة 30 يوليو 1952: «موافقة الحكومة المصرية على الترتيبات والإجراءات السالفة لأنها تتفق مع حقوق مصر بالنسبة إلى موانيها ومياهها الإقليمية».

#### بيان السفير المصري في جلسة مجلس الأمن (1954)
جاء في بيان السفير المصري في جلسة مجلس الأمن التابع للأمم المتحدة في 15 فبراير 1954: «الموفد الإسرائيلي حدثنا عن الجزيرتين الواقعتين في مدخل خليج العقبة. ادعى أن هاتين الجزيرتين قد احتلتهما مصر فجأة. وقرأ إعلانًا من الحكومة المصرية مرسل في خطاب إلى سفارة الولايات المتحدة في القاهرة. هاتين الجزيرتين لم يحتلا فجأة؛ لقد احتلتا، واسمحوا لي بالإشارة، في 1906. في هذا الوقت، وُجد أن من الضروري قصر حدود الجبهة بين مصر والإمبراطورية العثمانية. وبالنظر إلى هذه الحدود، شرعت مصر في احتلال الجزيرتين. كان الاحتلال موضوع نقاشات وتبادلات للرؤى وخطابات بين الإمبراطورية العثمانية والحكومة الخديوية المصرية. وبالتالي، لم تكن هناك مفاجأة. احتلت الجزيرتين في الواقع عام 1906، وهي حقيقة مثبتة أنهما منذ ذلك الحين يقعان تحت الإدارة المصرية.» إلا أنه وبالرغم من ذلك عاد ليؤكد أن محادثات قد جرت بالفعل بين السعودية ومصر بشأن الجزر وأن البلدين توصلا إلى تفاهم متبادل حولهما.

#### قرار وزير الداخلية المصري (فبراير 1982)
في فبراير 1982 أصدر وزير الداخلية المصري حسن أبو باشا قراره رقم 422 لسنة 1982 بإنشاء نقطة شرطة مستديمة بجزيرة تيران تتبع قسم سانت كاترين محافظة جنوب سيناء.

#### قرار رئيس مجلس الوزراء المصري (1996)
في عام 1996 أصدر رئيس الوزراء المصري قراره رقم 2035 لسنة 1996 بشأن تعديل بعض أحكام القرار رقم 1068 لسنة 1983 بإنشاء محمية طبيعية في منطقة رأس محمد وجزيرتي تيران وصنافير بمحافظة جنوب سيناء، والمنشور بالجريدة الرسمية في عددها الصادر في 3 أغسطس 1996. ونصت المادة الأولى للقرار على:
«تعتبر محمية طبيعية في تطبيق أحكام القانون رقم 102 لسنة 1983 المشار إليه كل من منطقة رأس محمد وجزيرتي تيران وصنافير بمحافظة جنوب سيناء وفقاً لحدود المناطق التالية والموضحة بالخريطة المرفقة».

### أحكام القضاء المصري

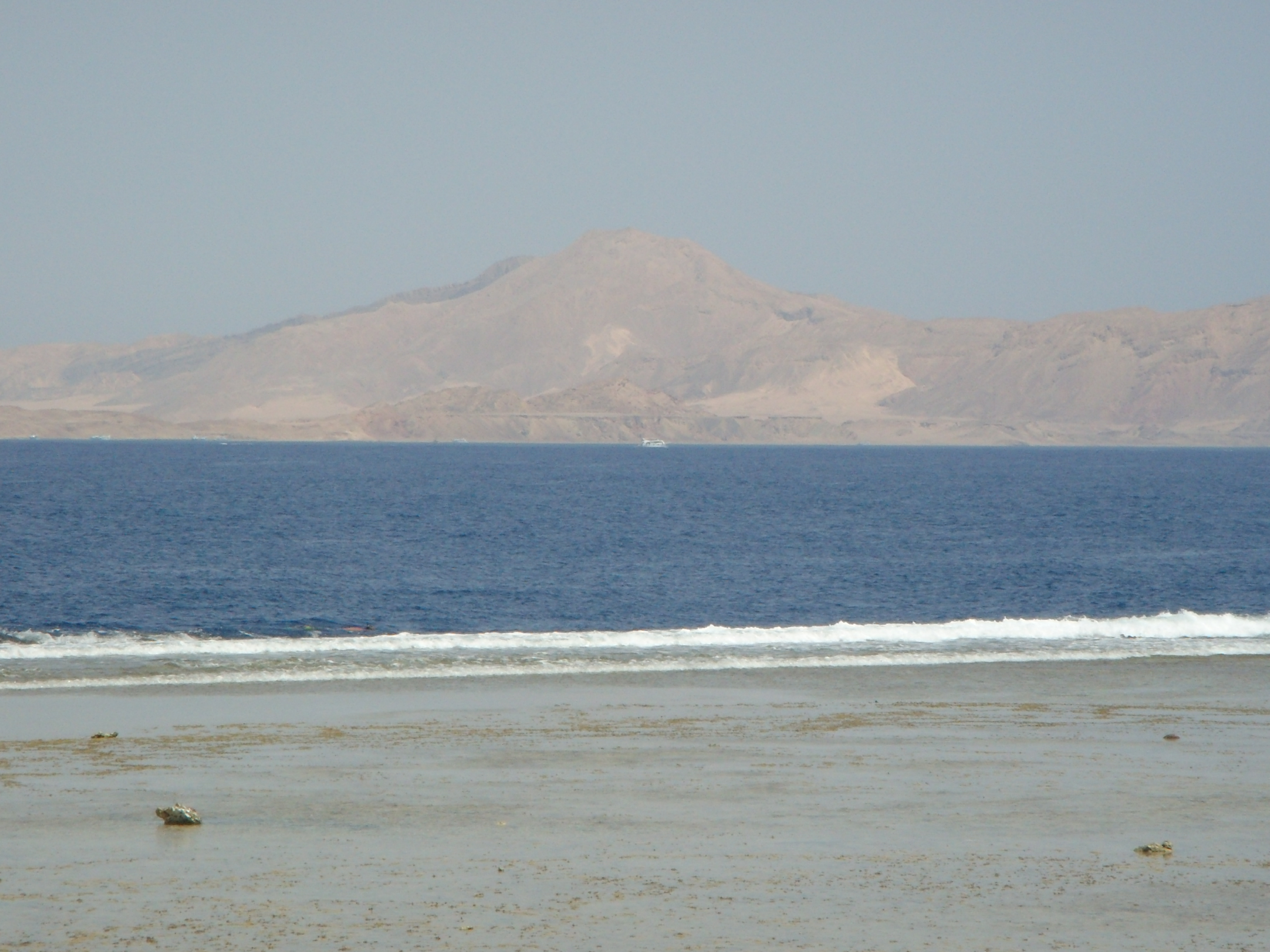
جزيرة تيران

تداولت القضية داخل أروقة المحاكم المصرية على مسارين منفصلين وهما:
- المسار الأول: القضاء الإداري متمثلاً في (محكمة القضاء الإداري، والمحكمة الإدارية العليا) وهما نوعين من محاكم مجلس الدولة المصري تمثل فيه المحكمة الإدارية العليا الدرجة القضائية الأعلى وحكمها نهائي بات ولا يجوز الطعن عليه. وانتهى هذا المسار إلى قرار المحكمة الإدارية العليا ببطلان اتفاقية تعيين الحدود.
- المسار الثاني: القضاء العادي متمثلاً في (محكمة الأمور المستعجلة، ومحكمة مستأنف الأمور المستعجلة) وهما نوعين من المحاكم تمثل فيه محكمة مستأنف الأمور المستعجلة الدرجة القضائية الأعلى وحكمها نهائي ولا يجوز الطعن عليه بمحكمة النقض إلا في أحوال ضيقة جداً. وانتهى هذا المسار إلى إسقاط أسباب حكم المحكمة الإدارية العليا القاضي ببطلان توقيع الاتفاقية، واستمرار سريان اتفاقية تعيين الحدود.

مثلت الحكومة المصرية في كلا المسارين هيئة قضايا الدولة بصفتها محامي الحكومة. ومع صدور حكمين قضائيين متناقضين تولت المحكمة الدستورية العليا الفصل في تنازع الاختصاص بين المسارين القضائيين.

#### الأحكام الصادرة
- في 21 يونيو 2016 قضت محكمة القضاء الإداري (أول درجة) ببطلان توقيع ممثل حكومة جمهورية مصر العربية على الاتفاقية الخاصة بترسيم الحدود البحرية بين جمهورية مصر العربية والمملكة العربية السعودية في أبريل 2016 والمتضمنة التنازل عن جزيرتي تيران وصنافير إلى المملكة العربية السعودية مع ما يترتب على ذلك من آثار.[49][50]
- في 22 يونيو 2016 قامت الحكومة المصرية بالطعن على هذا الحكم أمام المحكمة الإدارية العليا صاحبة الحق في الفصل في القضية، وأعلنت أنها ستتقدم بكافة الوثائق التي تحت يديها لبيان سلامة وقوة أسانيدها. وأكد بيان الحكومة أنه «لا تفريط في التراب الوطني، وأن الحفاظ على الأراضي المصرية دون تفريط من الثوابت والمبادئ الأساسية للدولة».[51]
- في 15 أغسطس 2016 أقامت هيئة قضايا الدولة بصفتها محامي الحكومة دعوى منازعة تنفيذ «أولى» و«ثانية» في 6 نوفمبر 2016 أمام المحكمة الدستورية العليا، لوقف تنفيذ حكم محكمة القضاء الإداري ببطلان اتفاقية ترسيم الحدود البحرية بين مصر والسعودية واستمرار تبعية جزيرتي تيران وصنافير لمصر.[52]
- في 29 سبتمبر 2016 قضت محكمة الأمور المستعجلة «أول درجة»، بوقف تنفيذ حكم محكمة القضاء الإداري ببطلان اتفاقية ترسيم الحدود البحرية بين مصر والسعودية.[53]
- في 8 نوفمبر 2016 قضت محكمة القضاء الإداري بقبول الاستشكال المقدم للمحكمة للاستمرار في تنفيذ حكم بطلان اتفاقية ترسيم الحدود البحرية بين مصر والسعودية وما ترتب عليها من نقل تبعية جزيرتي تيران وصنافير للمملكة العربية السعودية. كما قضت المحكمة برفض استشكال رئيس الجمهورية ورئيس الحكومة لوقف تنفيذ الحكم. كما قضت المحكمة بعدم قبول الاستشكال بالنسبة لرئيس مجلس النواب، لرفعه من غير صفة.[54]
- في 31 ديسمبر 2016 قضت محكمة مستأنف القاهرة للأمور المستعجلة الدائرة 12 بتأييد حكم أول درجة «للأمور المستعجلة»، ورفض الاستئناف عليه، والذي قضى بوقف تنفيذ حكم القضاء الإداري ببطلان اتفاقية ترسيم الحدود البحرية بين مصر والسعودية.[55]
- في 16 يناير 2017 أصدرت الدائرة الأولى بالمحكمة الإدارية العليا «فحص طعون»، برئاسة المستشار أحمد الشاذلي نائب رئيس مجلس الدولة، حكمها برفض الطعن المقام من هيئة قضايا الدولة، ممثلة عن رئاسة الجمهورية والحكومة، وتأييد الحكم الصادر من محكمة أول درجة «القضاء الإداري» ببطلان اتفاقية ترسيم الحدود البحرية بين مصر والمملكة العربية السعودية.[56][57]
- في 2 أبريل 2017 قضت محكمة القاهرة للأمور المستعجلة، بقبول دعوى التنفيذ الموضوعي التي تطالب بإسقاط أسباب حكم المحكمة الإدارية العليا القاضي ببطلان اتفاقية إعادة ترسيم الحدود البحرية بين مصر والسعودية، واستمرار تنفيذ حكم الأمور المستعجلة بسريان الاتفاقية.[58][59][60]
- في 28 مايو 2017 قضت محكمة مستأنف القاهرة للأمور المستعجلة، برفض الاستئناف على حكم إسقاط حكم المحكمة الإدارية العليا الذي قضى «ببطلان توقيع اتفاقية ترسيم الحدود البحرية بين مصر والسعودية» وتأييد حكم أول درجة.[61]
- في 15 يونيو 2017 أوصت هيئة المفوضين بالمحكمة الدستورية العليا بعدم قبول منازعتي التنفيذ المقامتين من هيئة قضايا الدولة لوقف تنفيذ حكم محكمة القضاء الإداري الصادر ببطلان اتفاقية ترسيم الحدود البحرية بين مصر والسعودية. وقالت هيئة المفوضين إن الأحكام التي أصدرتها المحكمة الدستورية العليا بشأن أعمال السيادة، والتي استندت إليها هيئة قضايا الدولة في منازعتي التنفيذ، لوقف تنفيذ حكم القضاء الإداري، واعتباره عقبة أمام تنفيذ أحكام الدستورية، لا علاقة لها باتفاقية ترسيم الحدود، وأنها تتعلق بنصوص دستورية أخرى. وحددت المحكمة الدستورية جلسة 30 يوليو 2017 لنظر القضية.[62][63]
- في 20 يونيو 2017 قضت محكمة القضاء الإداري بعدم الاعتداد بالأحكام القضائية الصادرة من قضاء الأمور المستعجلة، والتي قضت بوقف تنفيذ أحكام قضاء مجلس الدولة ببطلان اتفاقية تيران وصنافير.[64][65]
- في 21 يونيو 2017 أصدر المستشار عبد الوهاب عبد الرازق رئيس المحكمة الدستورية العليا، أمراً وقتياً في الطلب العاجل في الدعوى رقم 12 لسنة 39 قضائية «تنازع» بوقف تنفيذ كل من الحكم الصادر في الدعويين رقمي 43709 و43866 لسنة 70 ق قضاء إداري ببطلان اتفاقية تعيين الحدود البحرية بين مصر والمملكة العربية السعودية، والمؤيد بالحكم الصادر من دائرة فحص الطعون بالمحكمة الإدارية العليا في الطعن رقم 74236 لسنة 62 قضائية عليا. كما أصدر أمراً وقتياً مماثلاً في شأن الدعوى رقم 121 لسنة 2017 مستعجل القاهرة المؤيد بالحكم الصادر في الاستئناف رقم 157 لسنة 2017 مستأنف تنفيذ موضوعي جنوب القاهرة، والتي كانت قد تضمنت حكماً بوقف تنفيذ حكم محكمة القضاء الإداري بمجلس الدولة ببطلان الاتفاقية. وأوضحت المحكمة الدستورية العليا، أن هذا الأمر الوقتي الذي أصدره رئيس المحكمة الدستورية العليا جاء إعمالاً للفقرة الثالثة من المادة 32 من قانون المحكمة الدستورية العليا، ولحين الفصل في تنازع الأحكام القضائية.[66][67]
- في 30 يوليو 2017 استمعت المحكمة الدستورية العليا للمرافعة في منازعتي التنفيذ اللتين أقامتهما هيئة قضايا الدولة الممثلة للحكومة المصرية، لوقف تنفيذ حكم محكمة القضاء الإداري ببطلان اتفاقية تعيين الحدود البحرية بين مصر والسعودية، ومدى مطابقة تلك الأحكام للمواثيق والأعراف التي تحكم أحكام المحكمة الإدارية. وقررت المحكمة تأجيل نظر الدعويين لجلسة يوم 14 أكتوبر 2017 لتقديم المذكرات.[68]
- في 14 أكتوبر 2017 حددت المحكمة الدستورية العليا، جلسة يوم 13 يناير 2018، للحكم في منازعتي التنفيذ.[69]
- في 13 يناير 2018 قررت المحكمة الدستورية العليا تأجيل نظر دعوى التنازع إلى جلسة يوم 21 يناير 2018، لاطلاع الخصوم على تقرير مفوضي المحكمة.[70]
- في 21 يناير 2018 قررت المحكمة الدستورية العليا تأجيل نظر دعوى التنازع إلى جلسة يوم 28 يناير 2018، لاستكمال المرافعات.[71]
- في 28 يناير 2018 حددت المحكمة الدستورية العليا يوم 3 مارس 2018 للنطق بالحكم في تنازع الأحكام.[72]
- في 3 مارس 2018 قضت المحكمة الدستورية العليا بعدم الاعتداد بجميع الأحكام المتناقضة الصادرة من مجلس الدولة ومحكمة الأمور المستعجلة، في قضية ترسيم الحدود البحرية بين مصر والسعودية، كما قضت المحكمة بعدم قبول منازعتي التنفيذ المقامتين من الحكومة لإلغاء حكم القضاء الإداري ببطلان الاتفاقية باعتبار أن أحكام الدستورية العليا بشأن أعمال السيادة التي استندت إليها هيئة قضايا الدولة في دعواها لا علاقة لها باتفاقية ترسيم الحدود، وأنها تتعلق بنصوص دستورية أخرى. ويعني كلا الحكمين استمرار تطبيق اتفاقية ترسيم الحدود البحرية بين مصر والسعودية وعدم تغير موقفها القانوني.[73][74][75][76]

### وجهة نظر المراجع التاريخية

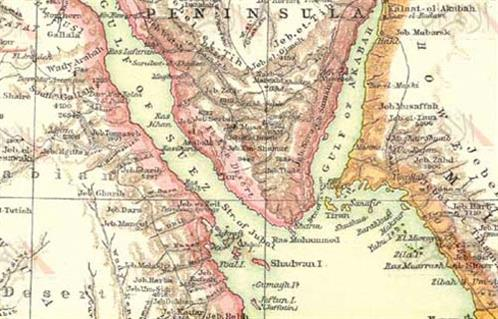
خريطة أطلس التايمز عام 1895 لمصر والسودان

- سنوات الغليان - حرب الثلاثين سنة 1967 تأليف محمد حسنين هيكل: ذكر الكاتب أن جزر صنافير وتيران التي كانت مصر تمارس منها سلطة التعرض للملاحة الإسرائيلية في الخليج هي جزر سعودية جرى وضعها تحت تصرف مصر بترتيب خاص بين القاهرة والرياض.[77]:91[78]
- سيناء في الاستراتيجية والسياسة والجغرافيا تأليف جمال حمدان: أتى الكاتب على ذكر الجزيرة عند المقارنة بين خليجي العقبة والسويس، ولم يذكر تبعية الجزيرة لأي من مصر أو السعودية.[79]:208
- تاريخ سيناء القديم والحديث وجغرافيتها تأليف نعوم بك شقير: ذكر الكاتب جزيرة تيران كأحد الجزر الموجودة بخليج العقبة، ولم يحدد تبعيتها سواء لولاية الحجاز وقتها أو لمصر.[80]:16:18 كما ذكر الكاتب اتفاق الحدود الموقع في 1 أكتوبر 1906 بين مندوبي الدولة العلية ومندوبي الخديوية المصرية بشأن تعيين خط فاصل إداري بين ولاية الحجاز ومتصرفية القدس وبين شبه جزيرة طور سيناء، ولم يرد ذكر الجزيرة داخل بنود الاتفاقية كما ذكرها الكاتب.[80]:611:616
- القضية الفلسطينية بين مصطفى النحاس وعبد الناصر تأليف عبد العظيم رمضان: ذكر الكاتب أن جزيرة تيران لم تكن أرضاً مصرية، إنما كانت أرضاً سعودية، لكن حكومة الوفد، اتفقت مع الحكومة السعودية على ضم تيران إلى أرض مصر، واستخدمت هذا الحق، في منع مرور إسرائيل في مضيق تيران، وفرض الحصار عليها في خليج العقبة والبحر الأحمر.[81]
- الصراع الاجتماعي والسياسي في عصر مبارك تأليف عبد العظيم رمضان: ذكر الكاتب في الجزء الثامن من تلك الموسوعة فرض حكومة الوفد حصار بحري على إسرائيل في البحر الأحمر، ومنعت مرور سفنها فيه، وذلك عن طريق إغلاق المنافذ الشمالية المؤدية إليه، وهي خليج العقبة وقناة السويس. ولتحقيق هذه الغاية، أقدمت حكومة الوفد على احتلال جزيرتي تيران وصنافير، اللتين تتحكمان في خليج العقبة وذلك بالاتفاق مع الحكومة السعودية.[81][82]:ج8ص268
- مضيق تيران في ضوء أحكام القانون الدولي ومبادئ معاهدة السلام تأليف عمرو عبد الفتاح خليل: ذكر الكاتب أنه بعد احتلال إسرائيل لأم رشرش وإطلالها على مياه الخليج، قامت الحكومة المصرية بالاتفاق مع المملكة العربية السعودية باحتلال جزيرتي تيران وصنافير في مدخل مضيق تيران.[83]
- معجم معالم الحجاز تأليف عاتق بن غيث البلادي: ذكر الكاتب أن جزيرة تيران ظلت حجازية سعودية حتى تم التنازل عنها سنة 1374هـ لمصر.[84]:255:256
- أطلس التايمز: يحتوى أطلس التايمز خريطة تاريخية لمصر والسودان تعود لعام 1895، حيث تظهر جزيرتا تيران وصنافير بلون شبه الجزيرة العربية.[85]
- خطاب الرئيس جمال عبد الناصر: في إحدى خطاباته، تحدث الرئيس المصري جمال عبد الناصر عن تبعية خليج العقبة وجزيرة تيران، مؤكدا على تبعيتهما لمصر، قائلا: «خليج العقبة أرض مصرية، الخليج عرضه أقل من 3 ميل موجود بين ساحل سيناء وجزيرة تيران المصرية، وما بينهم مياه إقليمية مصرية».[86][87]

## التصديق على الاتفاقية
- في 30 يوليو 2015، صدر "إعلان القاهرة" بعد لقاء عبد الفتاح السيسي، ومحمد بن سلمان آل سعود ولي ولي عهد السعودية بالقاهرة، والذي يُعد بداية التصديق على تعيين الحدود بين الدولتين.[88][89][90]
- في 29 ديسمبر 2016 وافق مجلس الوزراء المصري على اتفاقية تعيين الحدود البحرية بين مصر والمملكة العربية السعودية، وصدر القرار الجمهوري رقم 607 بالموافقة على الاتفاقية، وتقرر إحالتها إلى مجلس النواب طبقاً للإجراءات الدستورية.[3][91][92]
- في 13 يونيو 2017 وافقت اللجنة التشريعية بمجلس النواب على اتفاقية ترسيم الحدود بين مصر والسعودية وأحالتها إلى الجلسة العامة للتصويت عليها بموافقة 35 نائباً ورفض 8 آخرين.[93][94] فقُرر بالجلسة العامة، إحالة الاتفاقية إلى لجنة الدفاع والأمن القومي لمناقشتها وإعداد تقرير بها، قبل عرضها على الجلسة العامة للتصويت النهائي عليها.[95][96]
- في 14 يونيو 2017 وافقت لجنة الدفاع والأمن القومي على الاتفاقية وأحالت الاتفاقية للجلسة العامة للتصويت.[97][98] وفي نفس اليوم أقر البرلمان المصري بجلسته العامة اتفاقية تعيين الحدود البحرية بين مصر والسعودية.[15][99]
- في 17 يونيو 2017 صدق الرئيس المصري عبد الفتاح السيسي على الاتفاقية.[3][16]
- في 17 أغسطس 2017 نشرت الاتفاقية في الجريدة الرسمية في عددها رقم 33/السنة الستون.[3]

## تعطيل الصفقة
في ديسمبر 2022، قامت بمصر بتعطيل تنفيذ الصفقة بسبب خلافات حول المساعدات العسكرية الأمريكية للقاهرة حسب مصادر إسرائيلية.

## موقف إسرائيل
طبقاً للمراسلات المتبادلة بين مصر وإسرائيل حول توقيع الاتفاقية والتي انتهت برد رئيس الوزراء ووزير الخارجية الإسرائيلي بنيامين نتنياهو الموجه لوزير الخارجية المصري سامح شكري في 19 ديسمبر 2016 بإقرار مضمون تلك الخطابات بما في ذلك الاتفاقيات المرفقة والتأكيد بأن إسرائيل لن تعتبرها انتهاكاً لمعاهدة السلام وملاحقها وبروتوكول القوة متعددة الجنسيات والمراقبين وجميع التفاهمات ذات الصلة بين البلدين.:ص29

## معرض صور

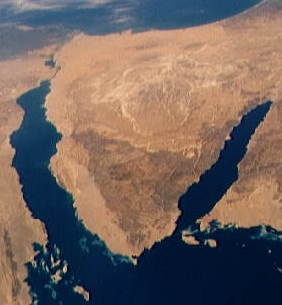
صورة التقطت بالقمر الصناعي لجزيرتي تيران وصنافير وشبه جزيرة سيناء
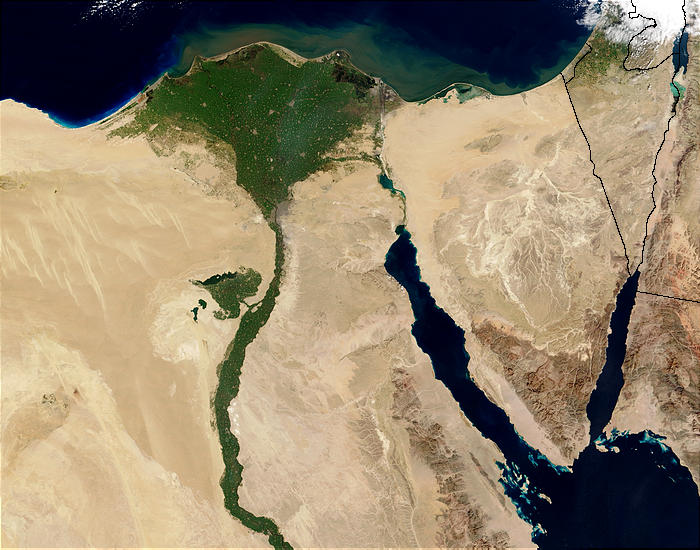
صورة التقطت بالقمر الصناعي لجزيرتي تيران وصنافير وشبه جزيرة سيناء
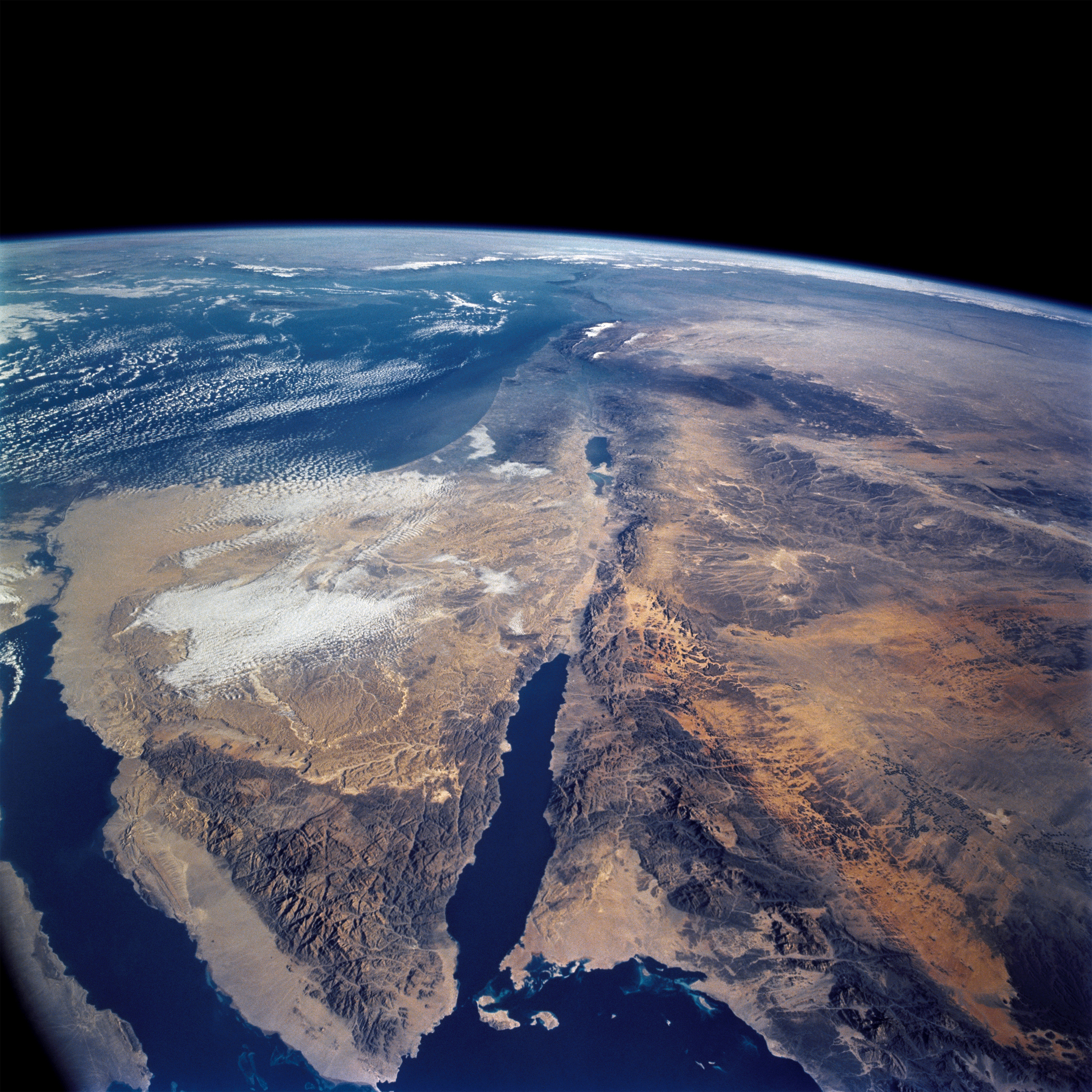
صورة التقطت بالقمر الصناعي لجزيرتي تيران وصنافير وشبه جزيرة سيناء
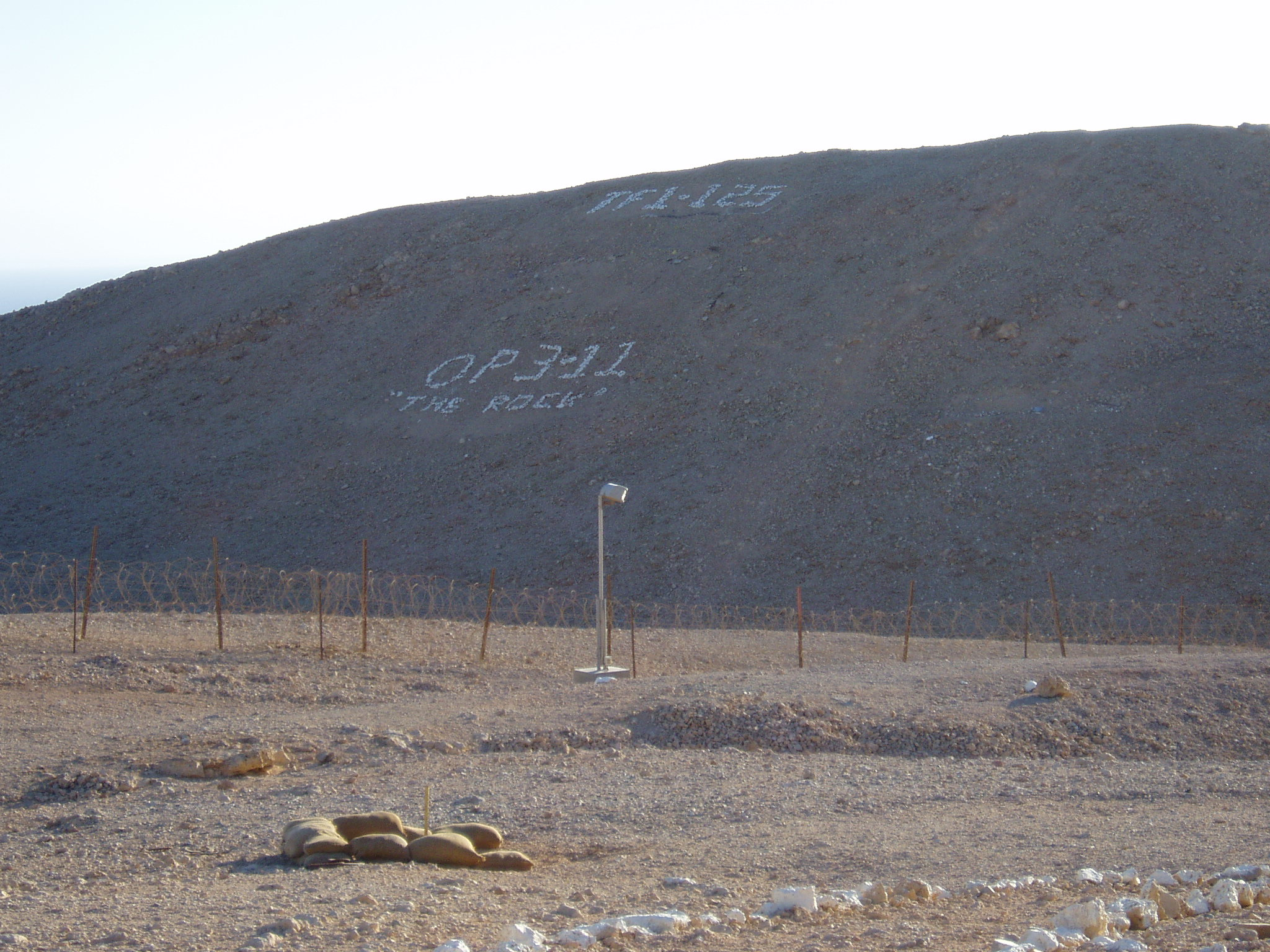
هضبة خارج منطقة هبوط القوات متعددة الجنسيات
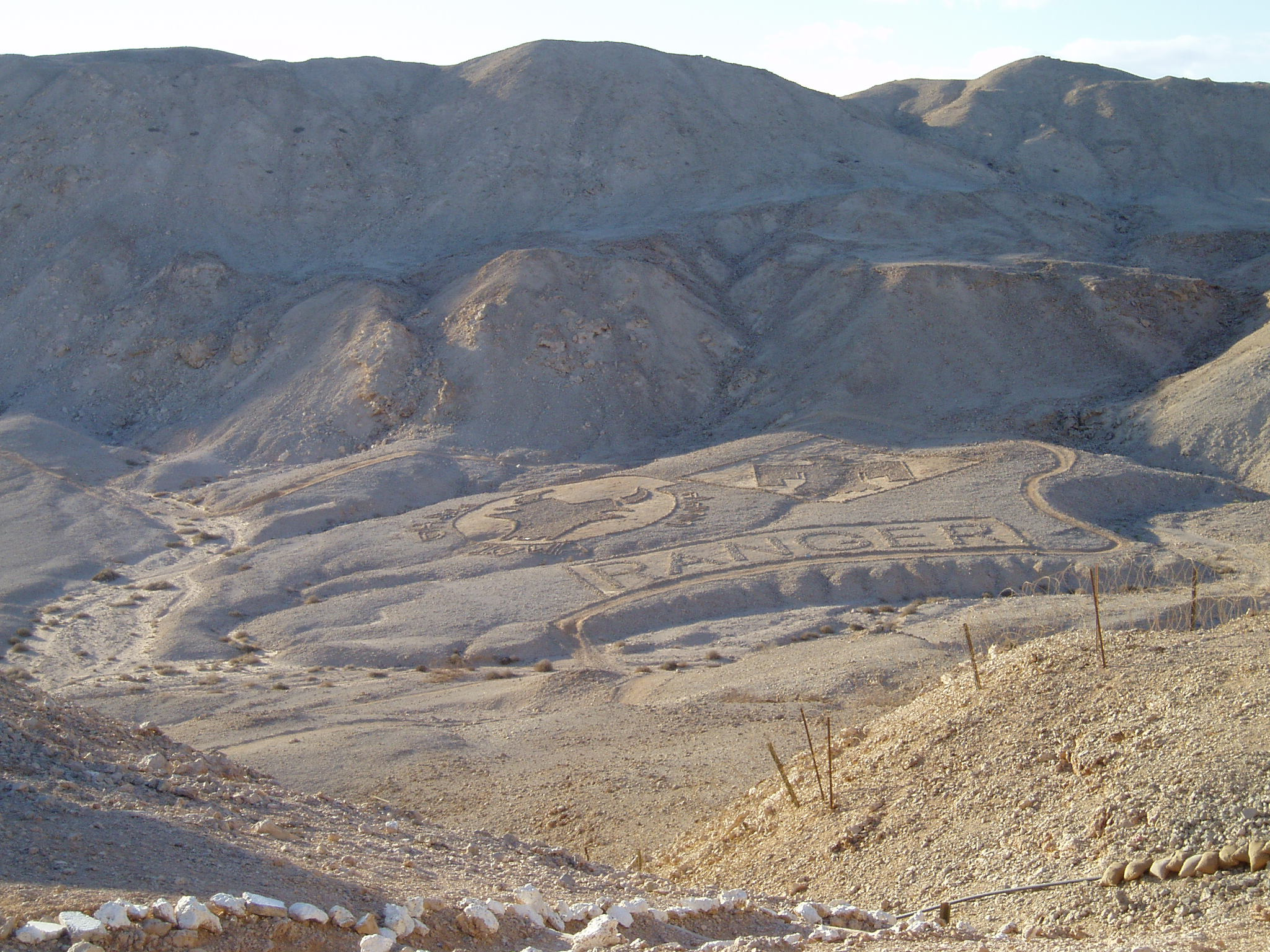
مسار للتدريب البدني للقوات متعددة الجنسيات
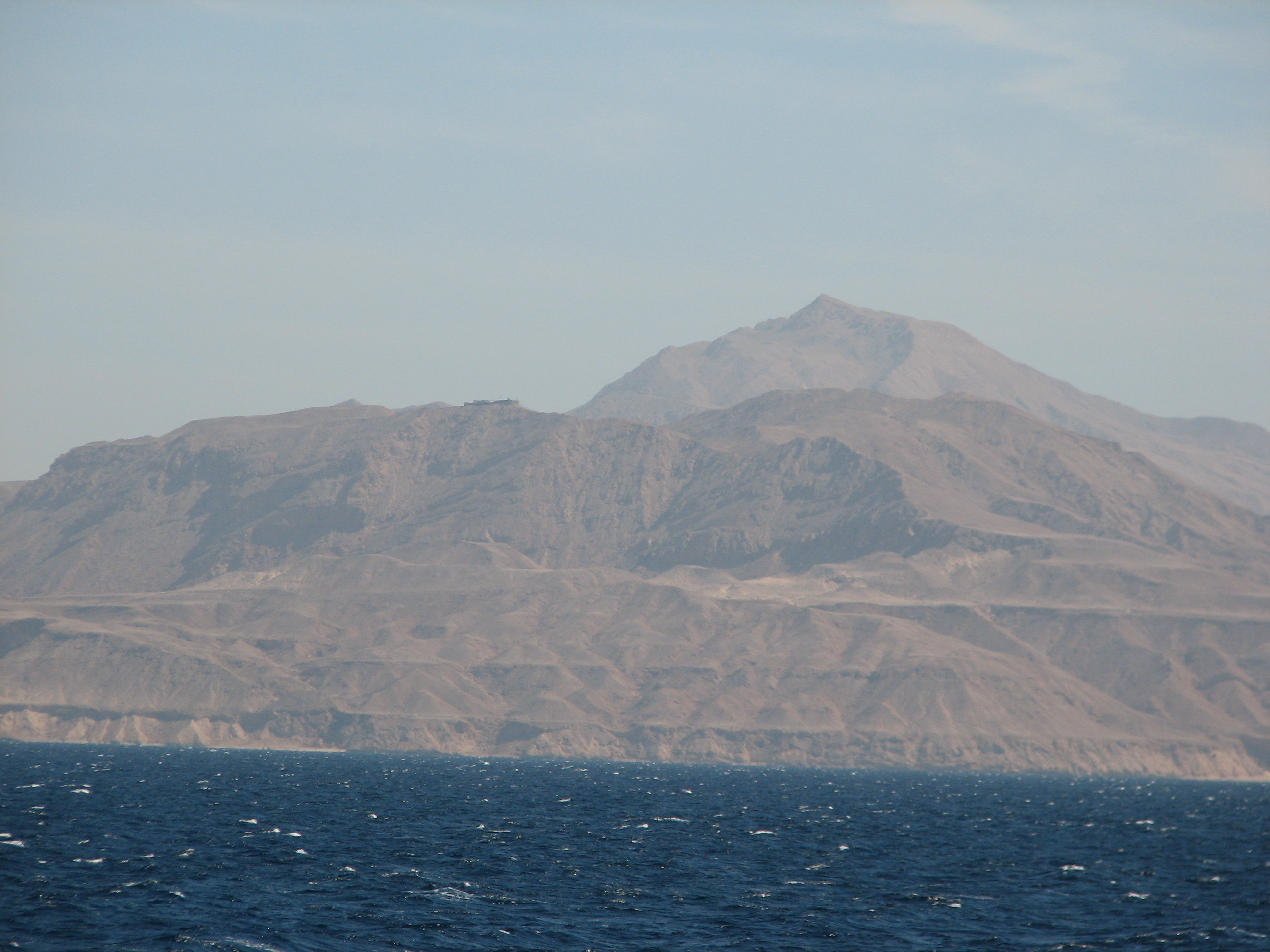
الجزيرة من البحر
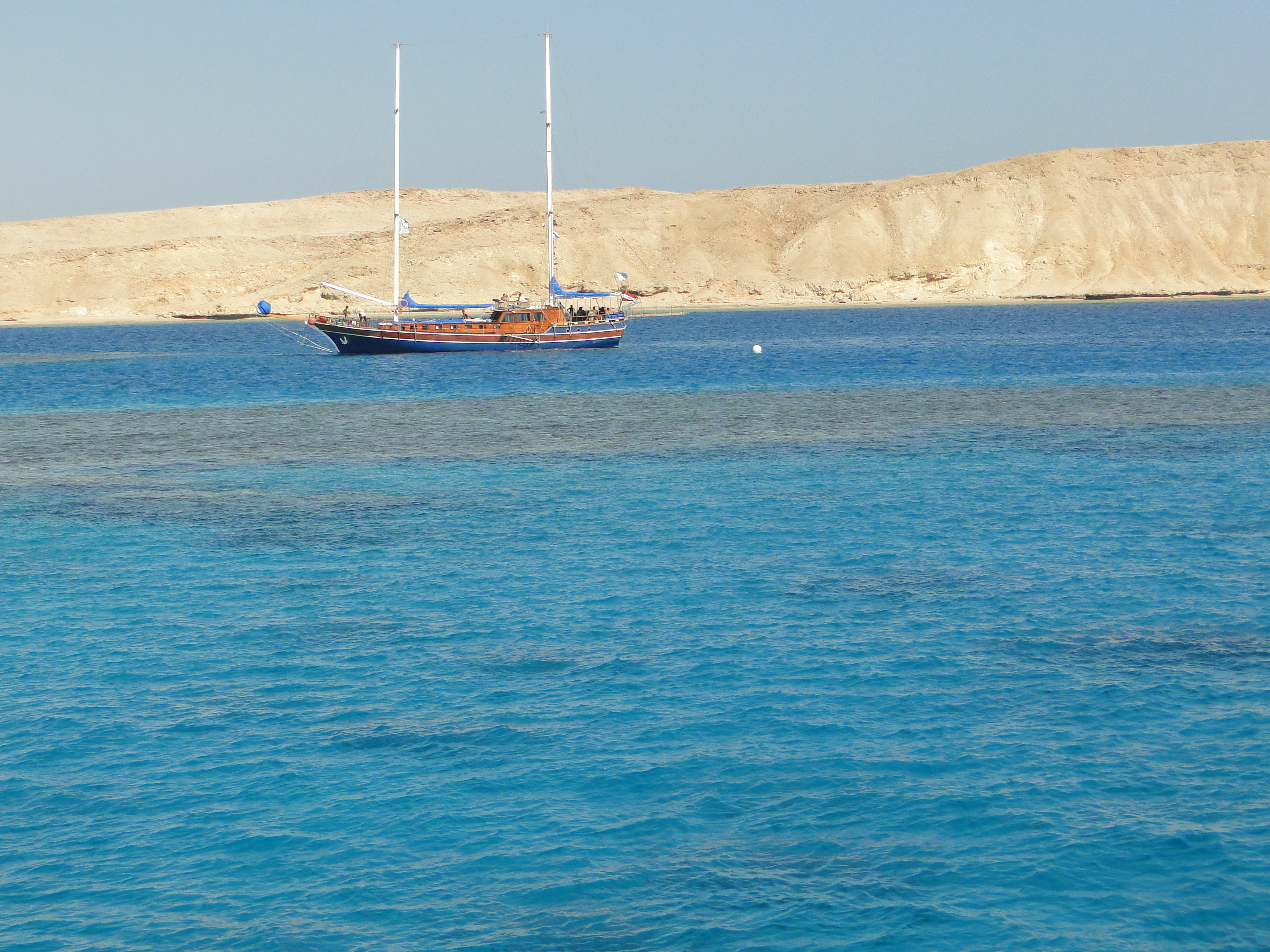
جزيرة تيران من البحر
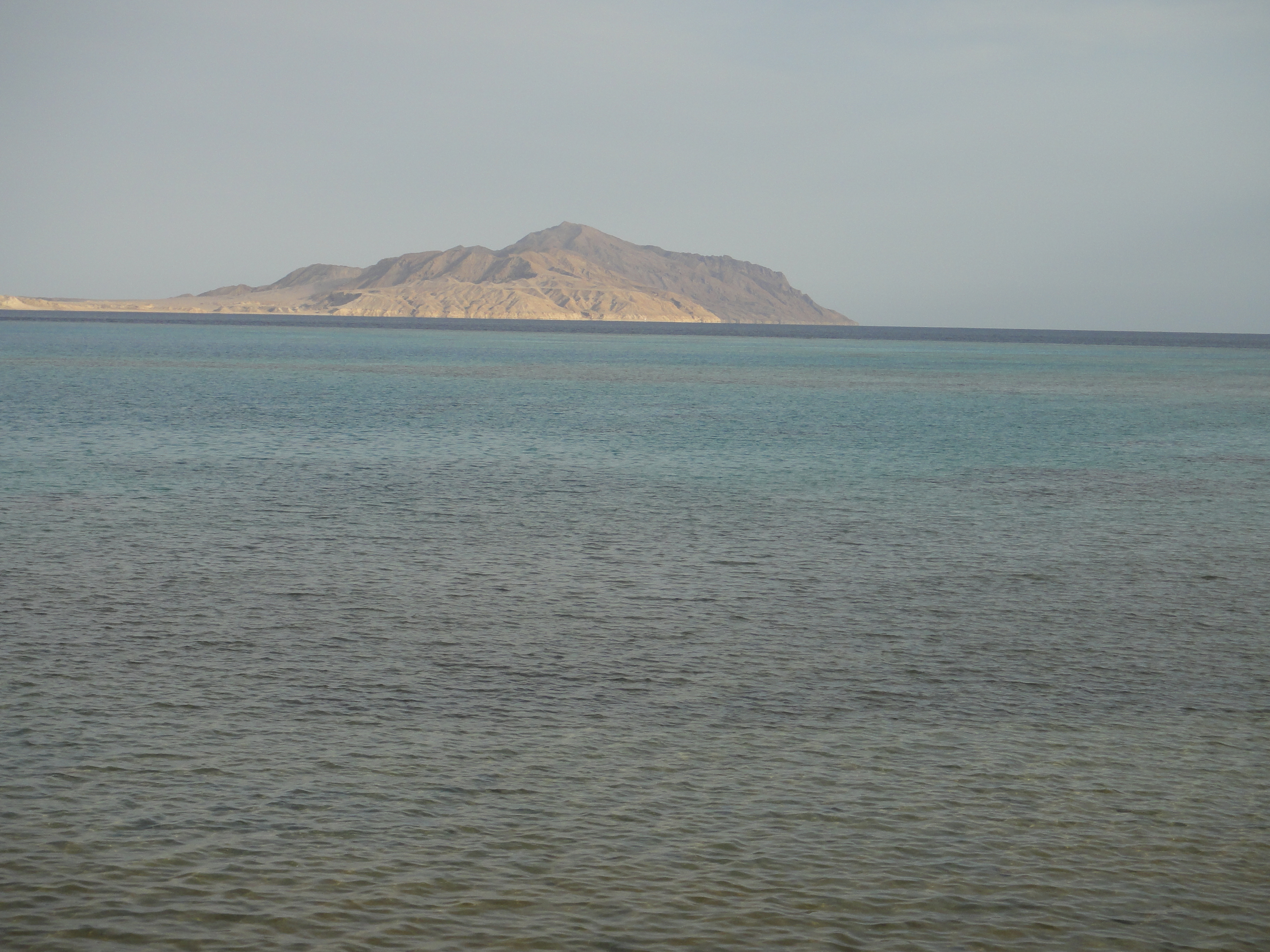
جزيرة تيران من البحر
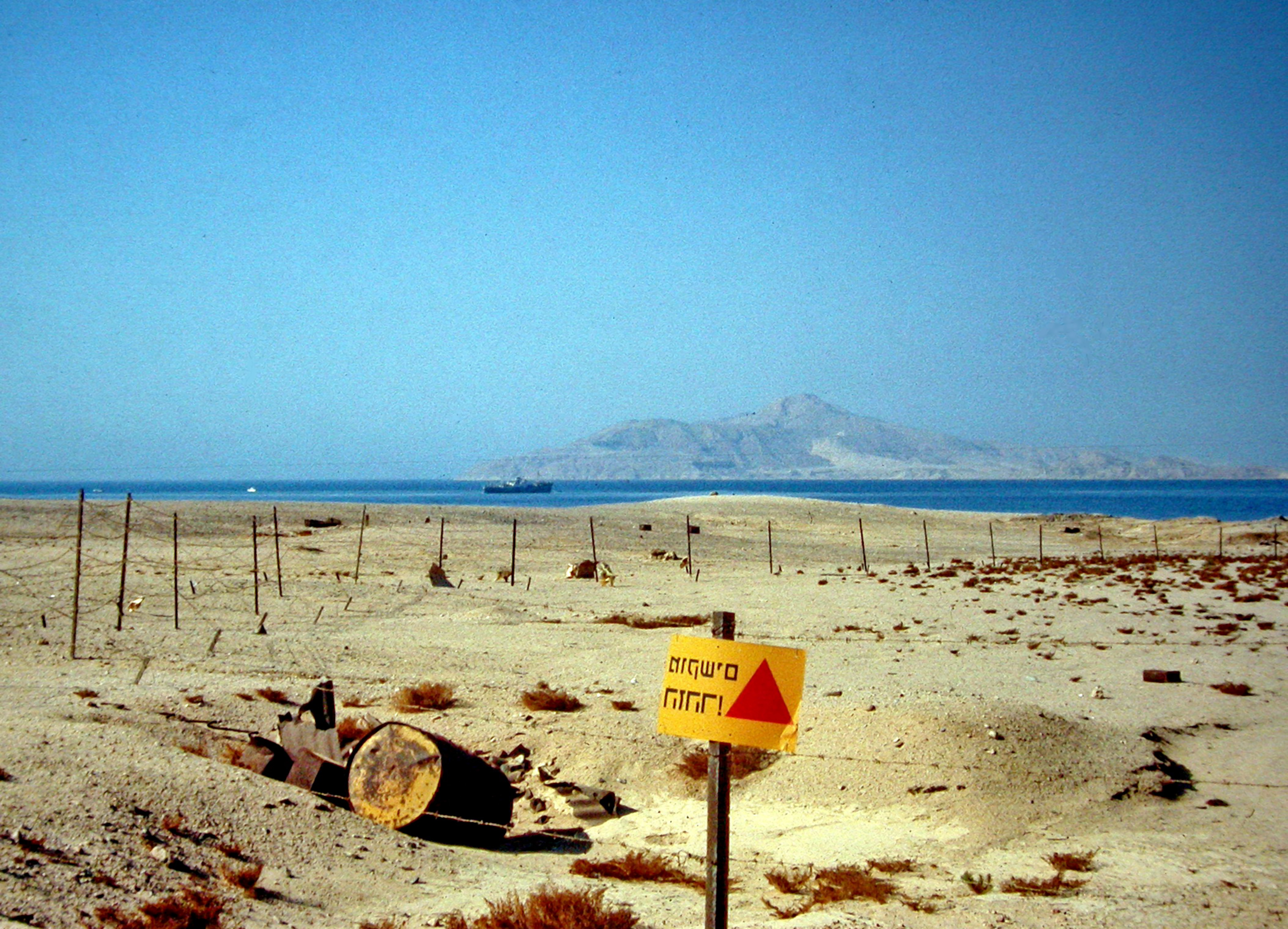
مضيق تيران عام 1981
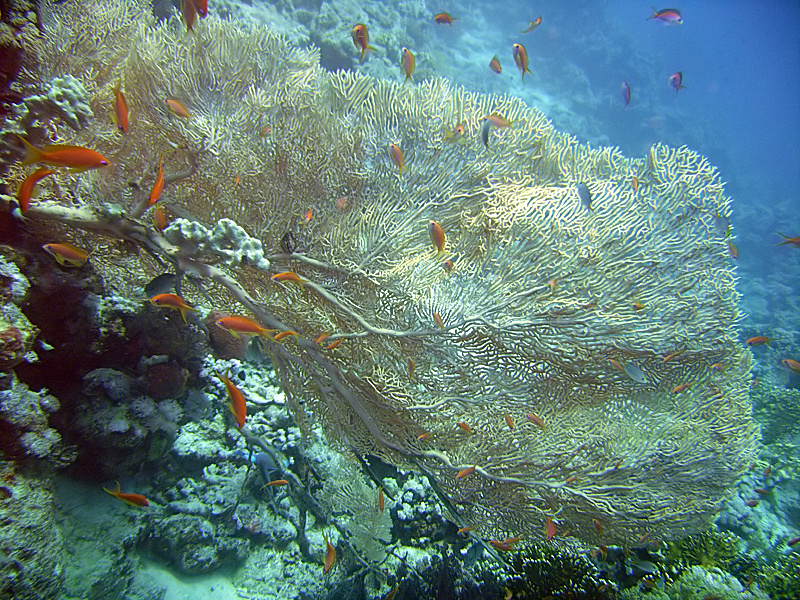
شعاب مرجانية
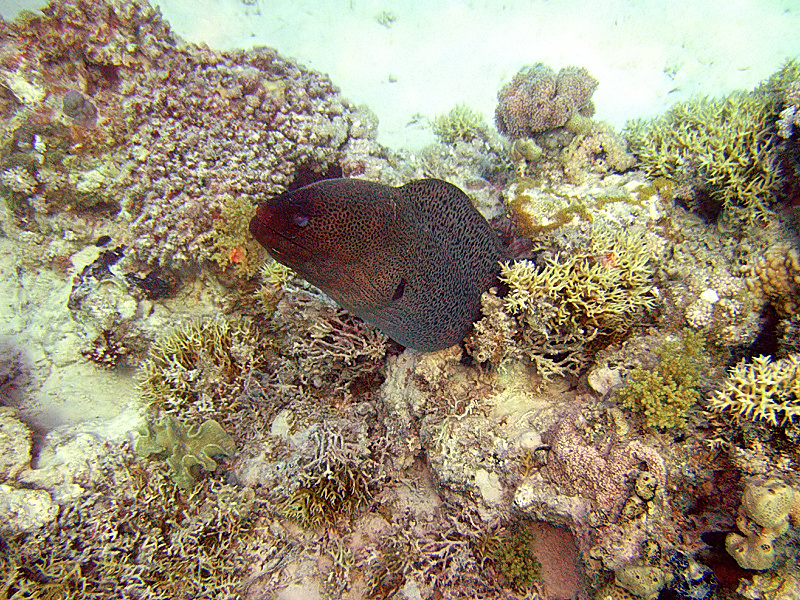
شعاب مرجانية
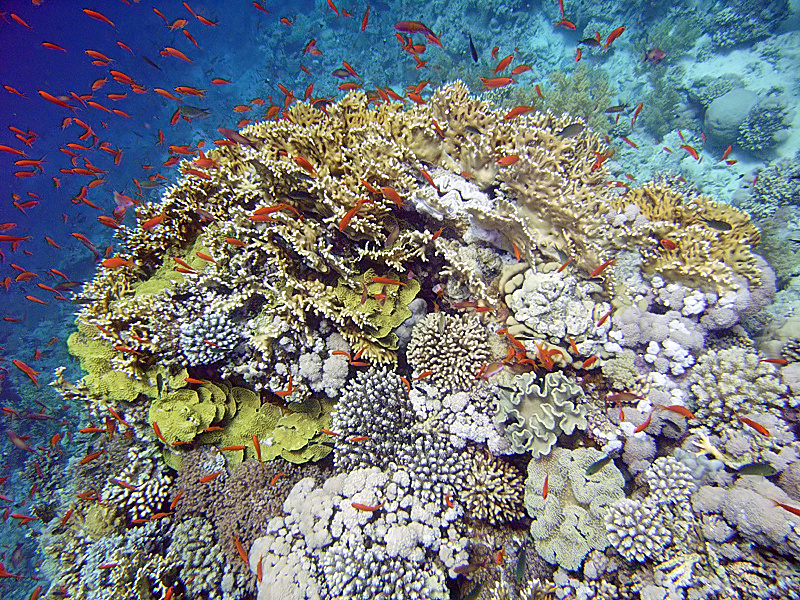
شعاب مرجانية
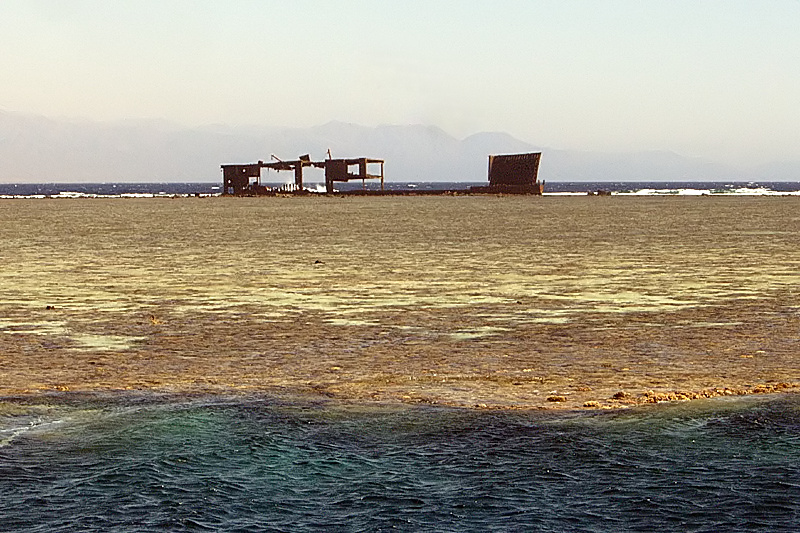
حطام السفينة "لارا" بالقرب من جزيرة تيران
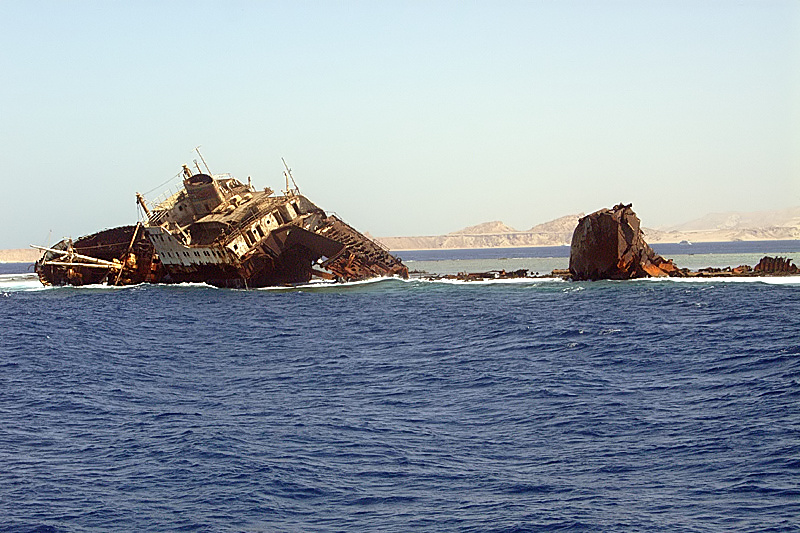
حطام السفينة "لوليا" بالقرب من جزيرة تيران
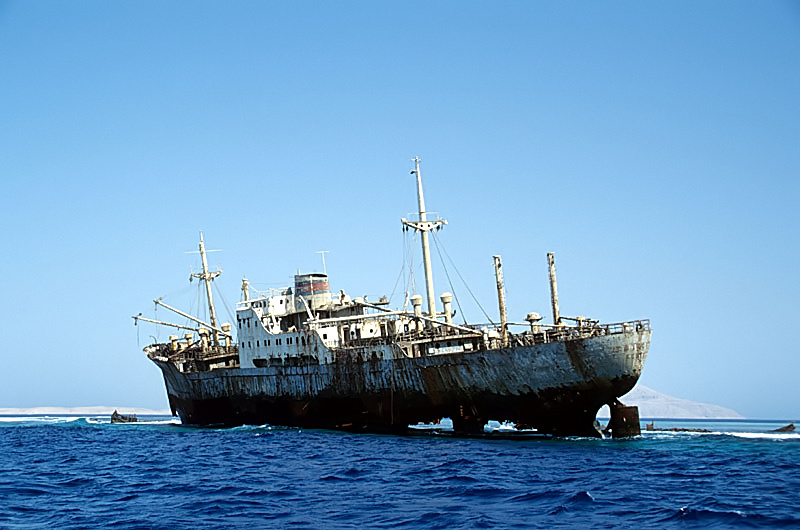
حطام السفينة "لوليا" بالقرب من جزيرة تيران
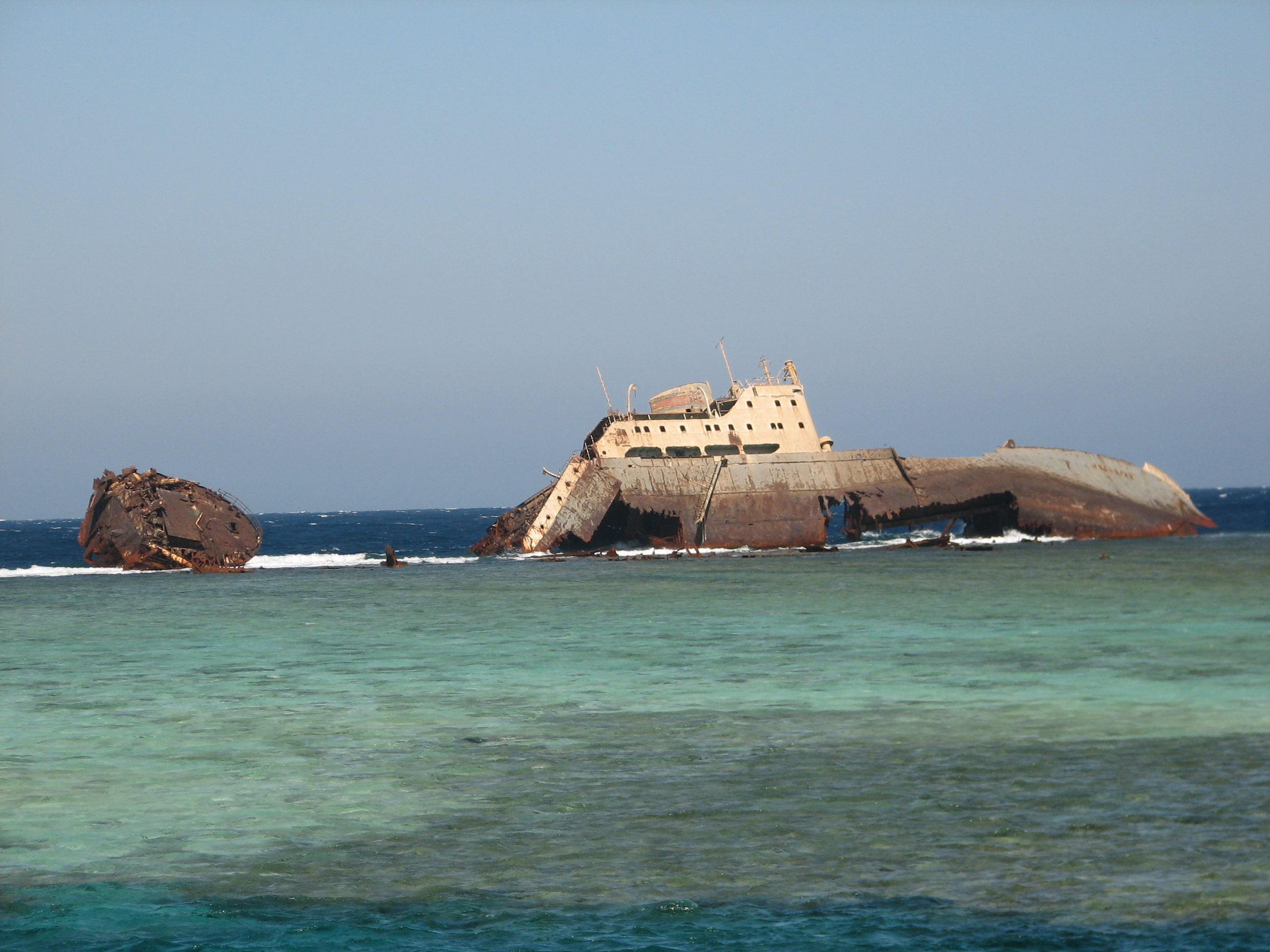
حطام سفينة بالقرب من جزيرة تيران
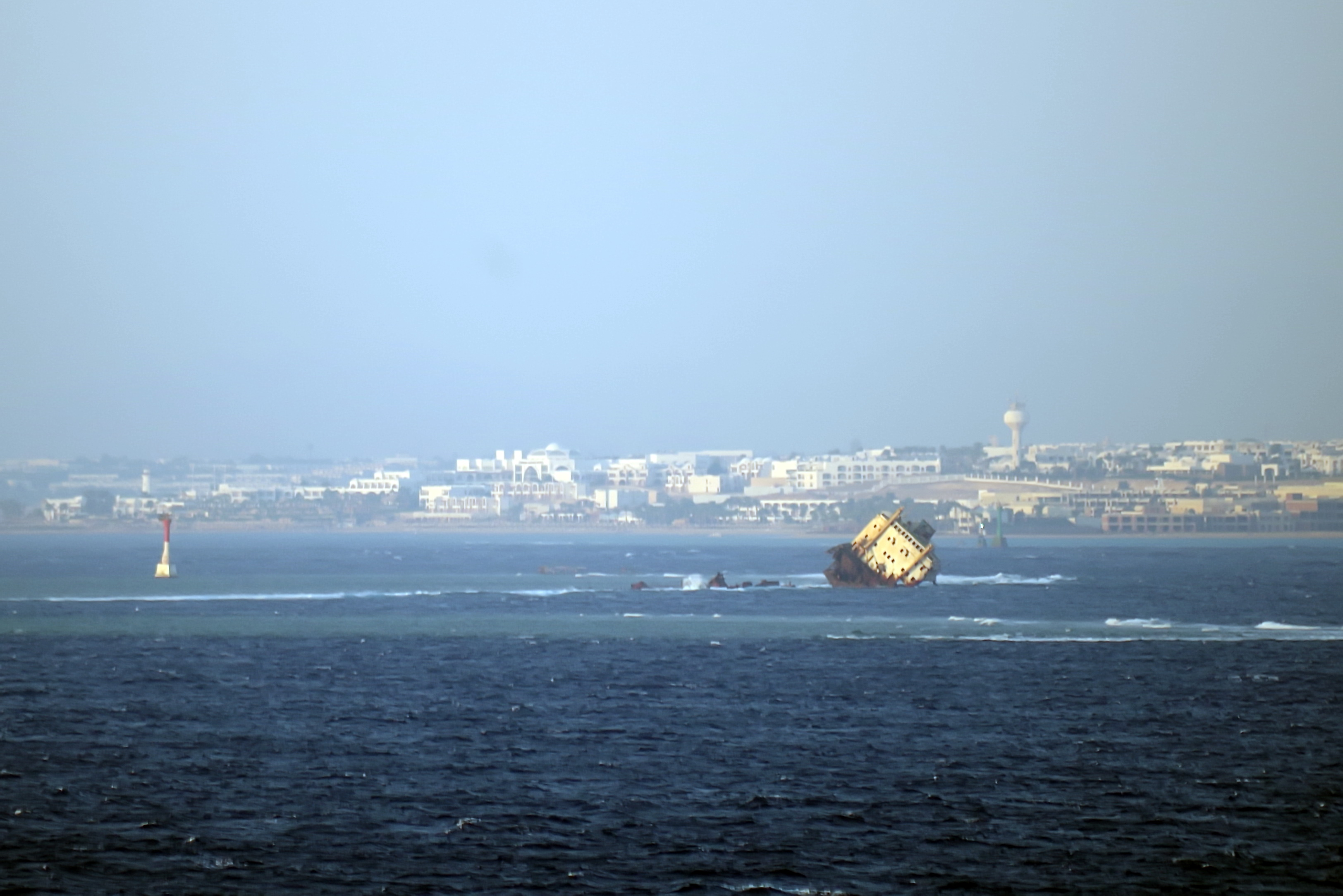
حطام سفينة بالقرب من جزيرة تيران
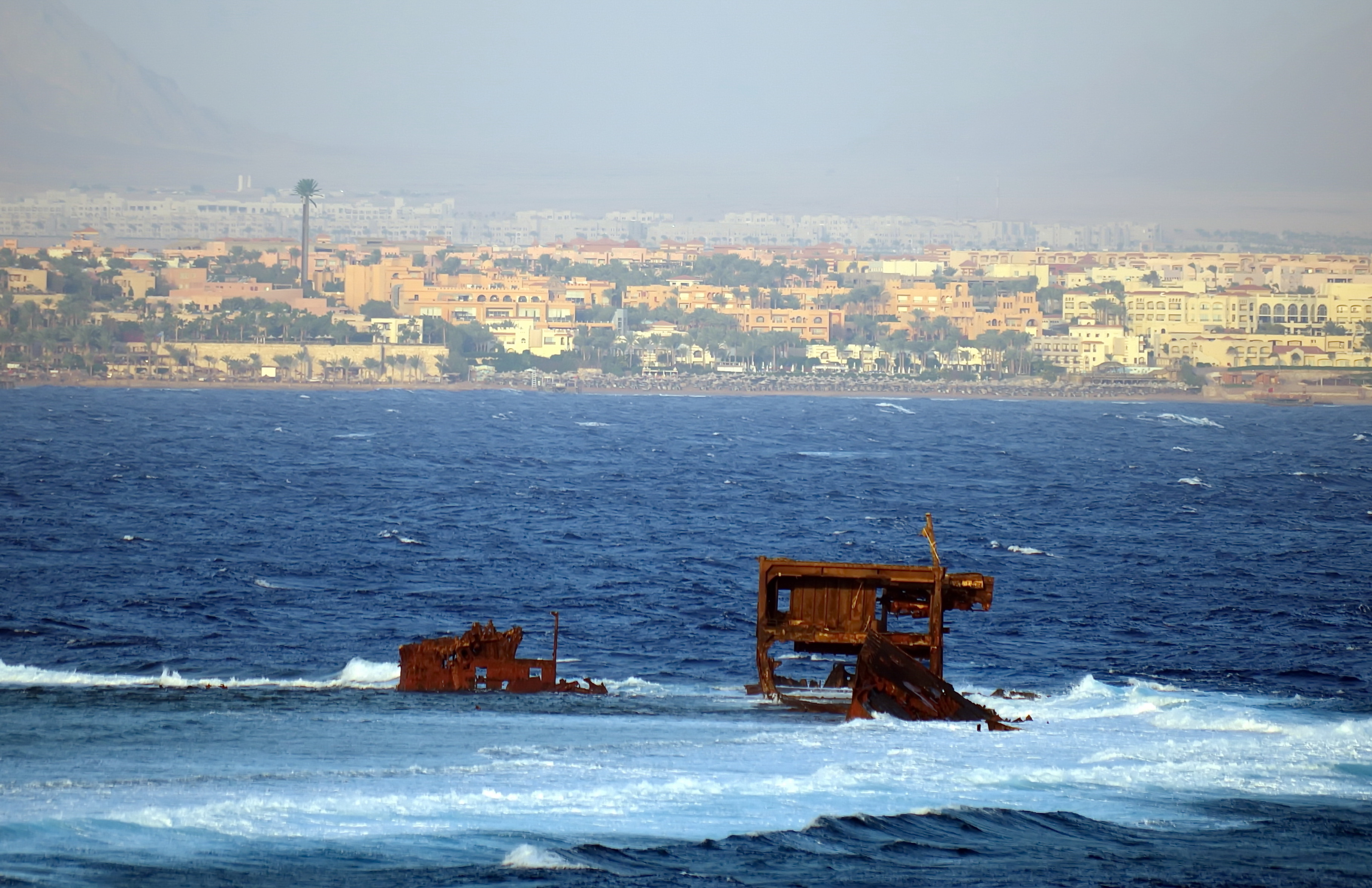
حطام سفينة بالقرب من جزيرة تيران